# Tercera División de México 2024-25
La Temporada 2024-25 de la Tercera División de México, llamada oficialmente Liga TDP, fue el sexagésimo quinto torneo de esta división.

## Formato de competencia
Los 225 equipos se dividen por zonas geográficas quedando 17 grupos; cada grupo hace un calendario de juegos entre todos a doble visita recíproca, por cada juego se otorgan 3 puntos al vencedor, un punto por empate, 0 puntos por derrota, en caso de igualada se otorga un punto extra que se define en series de penales que se adjudica el ganador. Sin embargo, debido a que los grupos cuentan con una cantidad diferente de equipos y por lo tanto no se disputa el mismo número de partidos en fase regular el sistema de clasificación de la liga le otorga una primacía al porcentaje, el cual se obtiene dividiendo los puntos obtenidos entre los partidos disputados a lo largo de la temporada, de esta forma si un equipo tiene menos unidades pero un mejor cociente finaliza en una mejor posición en la tabla general.
Al finalizar la temporada 64 equipos clasifican a la fase final. En la primera fase, los 17 grupos de la división se dividen en dos zonas: ambas integradas por 32 clubes repartidos en los grupos 1 al 8 y 9 al 17 de acuerdo a su zona geográfica. Serán ordenados de acuerdo con su cociente en la temporada de mayor a menor. Posteriormente se jugarán rondas sucesivas: treintadosavos; dieciseisavos; octavos; cuartos de final; semifinales; final de zona y campeón de campeones.
En cuanto a equipos filiales o sin derecho al ascenso, pueden disputar el título de filiales o clubes sin derecho de ascenso, a partir de la temporada 2024-2025 se clasifican 32 equipos a la liguilla siendo ordenados de mayor a menor cociente jugando rondas de octavos, cuartos de final, semifinales, final de zona y campeón de campeones.
En cuanto al descenso no existe, cada equipo si no paga sus cuotas puede salir de la división aun en plena temporada, antes de cada torneo los equipos deben pagar su admisión a la división la cantidad de $34,800 pesos; y cubrir los requisitos de registro de 30 elementos por equipo (cada elemento paga alrededor de $2,000 pesos), se incluyen entrenadores (que pagan por separado su afiliación ante la FMF), también se pagan los balones de juego marca Voit exclusivamente que la F.M.F suministra, el arbitraje cada juego se paga, pero el gasto que corre por cuenta del equipo local y derecho de juego; en cuanto a multas cada club paga desde no presentarse a tiempo al partido, insultar al arbitraje, problemas que genere la afición, por cada amonestación y expulsión de los jugadores, grescas entre jugadores etc.
Los equipos que clasifican a Liguilla por el título deben pagar cuotas extras. Si algún equipo decide cambiar de nombre y sede debe pagar cuotas que ello genere, más su admisión, es por esta razón que cada año hay nuevos equipos y otros que dejan de competir repentinamente. Si hay oportunidad, puede presentarse el ascenso desde la Cuarta división, pero el equipo debe pagar sus cuotas y cumplir con los requisitos establecidos.
La liga permite que las franquicias participantes puedan rentar su plaza a otros clubes, por lo que suele ser habitual que existan equipos que tienen un nombre conocido distinto a la denominación con la que se encuentran registrados ante la Federación Mexicana de Fútbol. En caso de que sea así, se anexa en la tabla de equipos participantes el nombre oficial de registro.

## Equipos participantes

### Ascensos y descensos
Los dos campeones regionales del torneo tienen el derecho de ascender a la Serie A de la Liga Premier de México, mientras que los subcampeones regionales podrán ser promovidos a la Serie B, siempre y cuando cumplan con las condiciones para competir en cualquiera de las dos ramas.
El descenso en la Tercera División no existe debido a que no hay categoría menor a esta en el sistema de ligas de la FMF. Por otro lado el descenso a la Tercera División en teoría está reservado para aquel club que culmine en la posición más baja de la tabla general al finalizar la temporada de la Serie B, aunque desde la temporada 2018-2019 se encuentra suspendido debido a las diversas remodelaciones que ha sufrido esta rama de la segunda división.
A continuación se muestran los ascensos y descensos de la temporada 2023/24 :
| Pos. | Descendido a la Liga TDP |
| ---- | ------------------------ |
| xº   | Sin descenso             |

| Pos. | Ascendido a la Liga Premier Serie A |
| ---- | ----------------------------------- |
| 1°   | Faraones de Texcoco                 |
| 2°   | Acatlán                             |
| 3°   | Tigres de Álica                     |

| Pos. | Ascendido a la Liga Premier Serie B |
| ---- | ----------------------------------- |
| 4°   | CDY Yautepec                        |

### Información sobre los equipos participantes
En total 225 Clubes compiten en la temporada 2024-2025.
(*) Equipo filial de un conjunto de Liga MX, Liga de Expansión MX o Liga Premier. En algunos casos puede ascender.

#### Grupo I
14 clubes de Chiapas, Campeche, Tabasco, Yucatán y Quintana Roo
| Equipo                    | Nombre registrado         | Ciudad                          | Estadio                                       | Capacidad | Club de afiliación     |
| ------------------------- | ------------------------- | ------------------------------- | --------------------------------------------- | --------- | ---------------------- |
| Atlético Quintanarroense  | Atlético Quintanarroense  | Playa del Carmen, Quintana Roo  | Sindicato de Taxistas Lázaro Cárdenas         | 1000      | –                      |
| Boston Cancún F.C.        | Boston Cancún F.C.        | Cancún, Quintana Roo            | CEDAR Cancún                                  | 500       | Cancún F. C.           |
| Corsarios de Campeche     | Corsarios de Campeche     | Campeche, Campeche              | Universitario                                 | 4000      | –                      |
| Deportiva Venados "B" (*) | Deportiva Venados "B" (*) | Tamanché, Yucatán               | Alonso Diego Molina                           | 2500      | Deportiva Venados      |
| Deportivo Chetumal        | Deportivo Chetumal        | Chetumal, Quintana Roo          | José López Portillo                           | 6600      | –                      |
| Deportivo CTM Búhos       | Deportivo CTM Búhos       | Puerto Morelos, Quintana Roo    | Unidad Deportiva Colonia Pescadores           | 1200      | –                      |
| Ejidatarios de Bonfil     | Ejidatarios de Bonfil     | Alfredo V. Bonfil, Quintana Roo | La Parcela                                    | 1000      | –                      |
| Felinos 48                | Felinos 48                | Reforma, Chiapas                | Cancha Unidad y Compromiso                    | 600       | –                      |
| Inter Playa "B" (*)       | Inter Playa "B" (*)       | Playa del Carmen, Quintana Roo  | Mario Villanueva Madrid                       | 7500      | Inter Playa del Carmen |
| ISG Sport F.C.            | ISG Sport F.C.            | Ciudad del Carmen, Campeche     | Unidad Deportiva 20 de Noviembre              | 1000      | –                      |
| Mons Calpe Yucatán        | Mons Calpe Yucatán        | Mérida, Yucatán                 | Unidad Deportiva Del SNTSS Dr. Oscar Hammeken | 500       | –                      |
| Pampaneros de Champotón   | Pampaneros de Champotón   | Champotón, Campeche             | Nou Camp Champotón                            | 1000      | –                      |
| Pioneros Junior (*)       | Pioneros Junior (*)       | Cancún, Quintana Roo            | Cancún 86                                     | 6390      | Cancún F. C.           |
| Progreso F.C.             | Progreso F.C.             | Progreso, Yucatán               | 20 de noviembre                               | 3000      | –                      |

#### Grupo II
14 equipos de Chiapas, Oaxaca, Tabasco y Veracruz
| Equipo                       | Nombre registrado            | Ciudad                           | Estadio                            | Capacidad | Club de afiliación       |
| ---------------------------- | ---------------------------- | -------------------------------- | ---------------------------------- | --------- | ------------------------ |
| Alebrijes de Oaxaca "B" (*)  | Alebrijes de Oaxaca "B" (*)  | Oaxaca, Oaxaca                   | Tecnológico de Oaxaca              | 14 598    | Alebrijes de Oaxaca      |
| Antequera F.C.               | Antequera F.C.               | Oaxaca, Oaxaca                   | Tecnológico de Oaxaca              | 14 598    | –                        |
| Atlético Ixtepec             | Atlético Ixtepec             | Ixtepec, Oaxaca                  | Rodolfo Brena Torres               | 1000      | –                        |
| Cefor Chiapas                | Cefor Chiapas                | Tuxtla Gutiérrez, Chiapas        | Flor del Sospo                     | 3000      | –                        |
| Cruz Azul Lagunas (*)        | Cruz Azul Lagunas (*)        | Lagunas, Oaxaca                  | Cruz Azul                          | 2000      | Cruz Azul                |
| Delfines de Coatzacoalcos    | Delfines de Coatzacoalcos    | Coatzacoalcos, Veracruz          | Rafael Hernández Ochoa             | 4800      | –                        |
| Dragones de Oaxaca           | Dragones de Oaxaca           | Zimatlán de Álvarez, Oaxaca      | Polideportivo Ignacio Mejía        | 1000      | –                        |
| Estudiantes del COBACH F.C.  | Estudiantes del COBACH F.C.  | Tuxtla Gutiérrez, Chiapas        | Víctor Manuel Reyna                | 29 001    |                          |
| Lechuzas UPGCH               | Lechuzas UPGCH               | Tuxtla Gutiérrez, Chiapas        | Flor del Sospó                     | 3000      | –                        |
| Milenarios de Oaxaca         | Milenarios de Oaxaca         | San Pablo Villa de Mitla, Oaxaca | Municipal San Pablo Villa de Mitla | 1000      | –                        |
| Deportivo Napoli Tabasco     | Artesanos Bajos de Chila     | Villahermosa, Tabasco            | Olímpico de Villahermosa           | 12 000    | Artesanos Metepec F.C.   |
| Pijijiapan F.C.              | F.C. Iguanas                 | Pijijiapan, Chiapas              | Unidad Deportiva Pijijiapan        | 1000      | –                        |
| Tapachula Soconusco F.C. "B" | Tapachula Soconusco F.C. "B" | Tapachula, Chiapas               | Olímpico de Tapachula              | 21 010    | Tapachula Soconusco F.C. |
| Universidad del Sureste      | Universidad del Sureste      | Comitán, Chiapas                 | Centro de Formación UDS            | 500       | –                        |

#### Grupo III
16 equipos de Oaxaca, Puebla, Tlaxcala y Veracruz
| Equipo                          | Nombre registrado               | Ciudad                     | Estadio                             | Capacidad | Club de afiliación |
| ------------------------------- | ------------------------------- | -------------------------- | ----------------------------------- | --------- | ------------------ |
| C.D. Águila Azteca              | C.D. Águila Azteca              | Chocamán, Veracruz         | El Mariscal                         | 3000      | –                  |
| Atlético Boca del Río           | Atlético Boca del Río           | Veracruz, Veracruz         | Instituto Tecnológico de Veracruz   | 1000      | –                  |
| Caballeros de Córdoba           | Caballeros de Córdoba           | Córdoba, Veracruz          | Rafael Murillo Vidal                | 3800      | –                  |
| Conejos de Tuxtepec             | Conejos de Tuxtepec             | Tuxtepec, Oaxaca           | Gustavo Pacheco Villaseñor          | 15 000    | –                  |
| Córdoba F.C.                    | Córdoba F.C.                    | Córdoba, Veracruz          | Rafael Murillo Vidal                | 3800      | –                  |
| Delfines UGM                    | Delfines UGM                    | Nogales, Veracruz          | UGM Nogales                         | 1500      | –                  |
| Delta F.C.                      | Delta F.C.                      | Tehuacán, Puebla           | Unidad Deportiva La Huizachera      | 1000      | –                  |
| Guerreros de Puebla             | Guerreros de Puebla             | Puebla, Puebla             | Unidad Deportiva Mario Vázquez Raña | 800       |                    |
| F.C. Licántropos                | F.C. Licántropos                | Cuautinchan, Puebla        | Unidad Deportiva Campos El Cóndor   | 500       | –                  |
| Lobos Puebla                    | Lobos Puebla                    | Tepeaca, Puebla            | Parque de la Familia                | 500       | –                  |
| F.C. Los Ángeles                | F.C. Los Ángeles                | San Andrés Cholula, Puebla | Nido Naranja                        | 500       | –                  |
| Ocelot Academy MX               | Tlapa F.C.                      | Mazatecochco, Tlaxcala     | San José del Agua                   | 1000      | –                  |
| PDLA F.C.                       | PDLA F.C.                       | San Pedro Cholula, Puebla  | Unidad Deportiva San Pedro Cholula  | 500       | –                  |
| Reales de Puebla                | Reales de Puebla                | Amozoc, Puebla             | Unidad Deportiva Chachapa           | 1000      | –                  |
| Tehuacán de la Franja           | Tehuacán de la Franja           | Tehuacán, Puebla           | Unidad Deportiva La Huizachera      | 1000      | –                  |
| Universidad del Golfo de México | Universidad del Golfo de México | Orizaba, Veracruz          | Universitario UGM                   | 1500      | –                  |

#### Grupo IV
16 equipos de la Ciudad de México y el Estado de México
| Equipo                       | Nombre registrado            | Ciudad                                | Estadio                                    | Capacidad | Club de afiliación |
| ---------------------------- | ---------------------------- | ------------------------------------- | ------------------------------------------ | --------- | ------------------ |
| Álamos F.C.                  | Álamos F.C.                  | Iztacalco, Ciudad de México           | Ciudad deportiva Magdalena Mixhuca Campo 1 | 500       | –                  |
| Aragón F.C. (*)              | Aragón F.C. (*)              | Gustavo A. Madero, Ciudad de México   | Deportivo Francisco Zarco                  | 1000      | Atlético Aragón    |
| Atlante Chalco               | Atlante Chalco               | Cuautitlán, Estado de México          | ESMAC                                      | 1000      | –                  |
| Atlético Mexicano            | Atlético Mexicano            | Gustavo A. Madero, Ciudad de México   | Deportivo Francisco Zarco                  | 500       | –                  |
| Aztecas AMF Soccer           | Aztecas AMF Soccer           | Gustavo A. Madero, Ciudad de México   | Deportivo Francisco Zarco                  | 1000      | –                  |
| Cañoneros F.C.               | Cañoneros F.C.               | Ecatepec, Estado de México            | Bicentenario Siervo de la Nación           | 1000      | –                  |
| Cefor Cuauhtémoc Blanco      | Cefor Cuauhtémoc Blanco      | Gustavo A. Madero, Ciudad de México   | Deportivo Los Galeana                      | 1000      | –                  |
| Cefor Mexiquense             | Promodep Central             | Ecatepec, Estado de México            | Revolución 30-30                           | 1000      | –                  |
| Ecatepec F.C.                | Ecatepec F.C.                | Ecatepec, Estado de México            | Guadalupe Victoria                         | 1000      | –                  |
| Formación Metropolitana F.C. | Formación Metropolitana F.C. | Gustavo A. Madero, Ciudad de México   | Deportivo Francisco Zarco                  | 500       | –                  |
| Independiente Mexiquense     | Independiente Mexiquense     | Huehuetoca, Estado de México          | 12 de Mayo                                 | 1500      | –                  |
| C.D. Muxes                   | C.D. Muxes                   | Iztacalco, Ciudad de México           | Deportivo Lázaro Cárdenas                  | 1000      | –                  |
| Oceanía F.C.                 | Oceanía F.C.                 | Venustiano Carranza, Ciudad de México | Deportivo Oceanía Cancha 3                 | 500       | –                  |
| Sangre de Campeón            | Sangre de Campeón            | Tultitlán, Estado de México           | Nou Camp 1                                 | 2000      | –                  |
| Santiago Tulantepec F.C.     | Santiago Tulantepec F.C.     | Iztacalco, Ciudad de México           | Ciudad deportiva Magdalena Mixhuca Campo 1 | 500       | –                  |
| Unión F.C.                   | Unión F.C.                   | Ecatepec, Estado de México            | Titanium Soccer                            | 1000      | –                  |

#### Grupo V
16 equipos de la Ciudad de México y el Estado de México.
| Equipo                    | Nombre registrado        | Ciudad                                | Estadio                                              | Capacidad | Club de afiliación |
| ------------------------- | ------------------------ | ------------------------------------- | ---------------------------------------------------- | --------- | ------------------ |
| Academia América Leyendas | F.C. San José del Arenal | Iztacalco, Ciudad de México           | Ciudad deportiva Magdalena Mixhuca Campo 1, Puerta 7 | 500       | –                  |
| Academia Mineros CDMX     | C.H. Fútbol Club         | Iztacalco, Ciudad de México           | Ciudad deportiva Magdalena Mixhuca Campo 1, Puerta 7 | 500       | –                  |
| Arietes F.C.              | Arietes F.C.             | Xochimilco, Ciudad de México          | San Isidro La Noria                                  | 1200      | –                  |
| Club Marina               | Club Marina              | Milpa Alta, Ciudad de México          | Momoxco                                              | 3500      | –                  |
| Coyotes F.C.              | CILESI F.C.              | Xochimilco, Ciudad de México          | Deportivo Huayamilpas                                | 1000      | –                  |
| Coyotes Neza              | Halcones Zúñiga          | Venustiano Carranza, Ciudad de México | Deportivo Oceanía                                    | 1000      | –                  |
| Cuemanco F.C.             | Atlético Pachuca         | Benito Juárez, Ciudad de México       | Centro deportivo Benito Juárez                       | 800       | –                  |
| C.D.C. Domínguez Osos     | C.D.C. Domínguez Osos    | Venustiano Carranza, Ciudad de México | Deportivo Lázaro Cárdenas                            | 1000      | –                  |
| Halcones de Rayón         | Halcones de Rayón        | Iztacalco, Ciudad de México           | Tec de Monterrey Campus CDMX                         | 500       | –                  |
| Héroes de Zaci            | Héroes de Zaci           | Xochimilco, Ciudad de México          | San Isidro La Noria                                  | 1200      | –                  |
| C.D. Irapuato Olimpo      | C.D. Irapuato Olimpo     | Venustiano Carranza, Ciudad de México | Deportivo Oceanía                                    | 1000      | –                  |
| F.C. Juárez "B" (*)       | F.C. Juárez "B" (*)      | Xochimilco, Ciudad de México          | San Isidro La Noria                                  | 1200      | F.C. Juárez        |
| Novillos Neza             | Novillos Neza            | Iztacalco, Ciudad de México           | Ciudad deportiva Magdalena Mixhuca Campo 3           | 500       | –                  |
| Panteras Neza             | Azucareros de Tezonapa   | Venustiano Carranza, Ciudad de México | Deportivo Lázaro Cárdenas                            | 1000      | –                  |
| F.C. Politécnico          | F.C. Politécnico         | Iztacalco, Ciudad de México           | Deportivo Leandro Valle                              | 2000      | –                  |
| Valle de Xico F.C.        | Valle de Xico F.C.       | Iztacalco, Ciudad de México           | Deportivo Lázaro Cárdenas                            | 500       | –                  |

#### Grupo VI
12 equipos de Estado de México, Hidalgo y Michoacán.
| Equipo                      | Nombre registrado           | Ciudad                                    | Estadio                                      | Capacidad | Club de afiliación     |
| --------------------------- | --------------------------- | ----------------------------------------- | -------------------------------------------- | --------- | ---------------------- |
| Artesanos Metepec "B" (*)   | Artesanos Metepec "B" (*)   | Metepec, Estado de México                 | Unidad Deportiva Alarcón Hisojo              | 2000      | Artesanos Metepec F.C. |
| Astilleros F.C.             | Astilleros F.C.             | Huixquilucan, Estado de México            | Alberto Pérez Navarro                        | 3000      | –                      |
| CID Leones Negros Toluca    | Grupo Sherwood              | Ixtlahuaca, Estado de México              | Deportivo El Picoso                          | 1000      | –                      |
| Cordobés F.C. "B" (*)       | Cordobés F.C. "B" (*)       | Huixquilucan, Estado de México            | Alberto Pérez Navarro                        | 3000      | Cordobés F.C.          |
| C.F. Estudiantes            | C.F. Estudiantes            | San Felipe del Progreso, Estado de México | Margarito Esquivel                           | 1000      | –                      |
| Eurosoccer F.C.             | Deportivo Metepec           | Toluca, Estado de México                  | Unidad Deportiva San Antonio Buenavista UAEM | 1000      | –                      |
| Leones Huixquilucan         | Leones Huixquilucan         | Huixquilucan, Estado de México            | Alberto Pérez Navarro                        | 3000      | –                      |
| Luma Sports F.C.            | Luma Sports F.C.            | Santa María Zolotepec, Estado de México   | Luma Sports                                  | 1000      | –                      |
| Orishas Tepeji F.C.         | Orishas Tepeji F.C.         | Tepeji del Río, Hidalgo                   | Deportivo Tepeji                             | 2000      | –                      |
| Real San Luis F.C.          | Fuerza Mazahua F.C.         | Metepec, Estado de México                 | Jesús Lara                                   | 1000      | –                      |
| Unión Campesinos F.C.       | Unión Campesinos F.C.       | Cuautitlán, Estado de México              | La Virgen                                    | 1000      | –                      |
| Deportivo Zitácuaro "B" (*) | Deportivo Zitácuaro "B" (*) | Zitácuaro, Michoacán                      | Ignacio López Rayón                          | 10 000    | Deportivo Zitácuaro    |

#### Grupo VII
13 equipos de Ciudad de México, Estado de México, Guerrero y Morelos
| Equipo                  | Nombre registrado      | Ciudad                          | Estadio                           | Capacidad | Club de afiliación  |
| ----------------------- | ---------------------- | ------------------------------- | --------------------------------- | --------- | ------------------- |
| Águilas UAGro           | Águilas UAGro          | Chilpancingo, Guerrero          | UAGro                             | 2000      | –                   |
| Alebrijes CDMX          | Alebrijes CDMX         | Tlalpan, Ciudad de México       | Colegio México                    | 500       | Alebrijes de Oaxaca |
| Arroceros Jojutla       | Académicos Jojutla     | Jojutla, Morelos                | Unidad Deportiva La Perseverancia | 1000      | –                   |
| Atlético Inter Capital  | Atlético Inter Capital | Benito Juárez, Ciudad de México | Centro deportivo Benito Juárez    | 800       | –                   |
| Atlético Real Morelos   | Atlético Real Morelos  | Xochitepec, Morelos             | Deportivo La Lagunilla            | 1000      | –                   |
| Caudillos de Morelos    | Caudillos de Morelos   | Emiliano Zapata, Morelos        | Emiliano Zapata                   | 3000      | –                   |
| Ciervos F.C. "B" (*)    | Ciervos F.C. "B" (*)   | Chalco, Estado de México        | Arreola                           | 3217      | Ciervos F.C.        |
| Escuela Necaxa Coyoacán | Colegio Once México    | Milpa Alta, Ciudad de México    | Momoxco                           | 3500      | –                   |
| FORMAFUTINTEGRAL        | FORMAFUTINTEGRAL       | Ixtapaluca, Estado de México    | La Era                            | 1200      | –                   |
| Iguala F.C.             | Iguala F.C.            | Iguala, Guerrero                | Unidad Deportiva Iguala           | 2000      | –                   |
| Selva Cañera            | Selva Cañera           | Zacatepec de Hidalgo, Morelos   | Agustín Coruco Díaz               | 24 313    | Zacatepec F.C.      |
| Tigres Yautepec         | Atlético Cuernavaca    | Yautepec, Morelos               | Campo deportivo Yautepec          | 3000      | –                   |
| Zapata F.C.             | Zapata F.C.            | Emiliano Zapata, Morelos        | Emiliano Zapata                   | 3000      | –                   |

#### Grupo VIII
14 equipos de Ciudad de México, Estado de México, Hidalgo y Tlaxcala
| Equipo                  | Nombre registrado         | Ciudad                                        | Estadio                               | Capacidad | Club de afiliación  |
| ----------------------- | ------------------------- | --------------------------------------------- | ------------------------------------- | --------- | ------------------- |
| Águilas de Teotihuacán  | Águilas de Teotihuacán    | San Martín de las Pirámides, Estado de México | Deportivo Braulio Romero              | 1000      | –                   |
| Alebrijes Teotihuacán   | Alebrijes Teotihuacán     | San Juan Teotihuacán, Estado de México        | Centro Recreativo Pascual             | 1000      | Alebrijes de Oaxaca |
| Atlético Toltecas       | Atlético Toltecas         | Tula, Hidalgo                                 | Parque Infantil La Tortuga            | 1000      | –                   |
| Balam F.C.              | Balam F.C.                | Venustiano Carranza, Ciudad de México         | Deportivo Eduardo Molina              | 1000      | Faraones de Texcoco |
| Bombarderos de Tecámac  | Bombarderos de Tecámac    | Tecamac, Estado de México                     | Deportivo Sierra Hermosa "El Hangar"  | 1000      | –                   |
| Deportivo JEM F.C.      | Unión Magdalena Contreras | Mazatecochco, Tlaxcala                        | San José del Agua                     | 1000      | –                   |
| Faraones de Texcoco "B" | Faraones de Texcoco "B"   | Texcoco, Estado de México                     | Municipal Claudio Suárez              | 5000      | Faraones de Texcoco |
| Halcones Negros F.C.    | Halcones Negros F.C.      | Chicoloapan, Estado de México                 | Unidad Deportiva San José Chicoloapan | 500       | –                   |
| Club Hidalguense        | Club Hidalguense          | Pachuca, Hidalgo                              | Club Hidalguense                      | 600       | –                   |
| Lilo F.C.               | C.D. Matamoros            | San Juan Zitlaltepec, Estado de México        | Campo 1 y 2 San Juan Zitlaltepec      | 1500      | –                   |
| Lonsdaleíta F.C.        | Lonsdaleíta F.C.          | Pachuca, Hidalgo                              | Revolución Mexicana                   | 3500      | –                   |
| Pachuca TDP (*)         | Pachuca TDP (*)           | San Agustín Tlaxiaca, Hidalgo                 | Universidad del Fútbol                | 1000      | C. F. Pachuca       |
| Toros F.C.              | Atlético Tulancingo       | Tlaxco, Tlaxcala                              | Nou Camp Maracaná                     | 500       | –                   |
| UFD Tuzos Pachuca (*)   | UFD Tuzos Pachuca (*)     | San Agustín Tlaxiaca, Hidalgo                 | Universidad del Fútbol                | 1000      | C. F. Pachuca       |

#### Grupo IX
7 equipos de Hidalgo, San Luis Potosí, Tamaulipas y Veracruz. Los clubes Tantoyuca F.C. y Venados de Misantla también formaron parte del torneo, pero se retiraron en febrero de 2025, antes comenzar la tercera ronda de partidos.
| Equipo                   | Nombre registrado        | Ciudad                        | Estadio                          | Capacidad | Club de afiliación |
| ------------------------ | ------------------------ | ----------------------------- | -------------------------------- | --------- | ------------------ |
| Atlético Poza Rica       | Papanes de Papantla      | Poza Rica, Veracruz           | 18 de Marzo                      | 2000      | –                  |
| Huastecos Axtla          | Guerreros Reynosa        | Axtla, San Luis Potosí        | Municipal Garzas Blancas         | 1500      | –                  |
| Litcheros de Huehuetlán  | Bucaneros de Matamoros   | Huehuetlán, San Luis Potosí   | Unidad Deportiva 20 de Noviembre | 1000      | –                  |
| Manta Rayas F.C.         | Manta Rayas F.C.         | Tierra Blanca, Veracruz       | La Masía                         | 1000      | –                  |
| Orgullo Surtam           | Orgullo Surtam           | Tampico, Tamaulipas           | Olímpico de Tampico              | 2000      | –                  |
| Real Tlanchinol          | Atlético Huejutla        | Tlanchinol, Hidalgo           | Unidad Deportiva Cruz Blanca     | 1000      | –                  |
| Sultanes de Tamazunchale | Sultanes de Tamazunchale | Tamazunchale, San Luis Potosí | Unidad Deportiva Tamazunchale    | 2000      | –                  |

#### Grupo X
14 equipos de Guanajuato y Querétaro
| Equipo                   | Nombre registrado        | Ciudad                            | Estadio                            | Capacidad | Club de afiliación   |
| ------------------------ | ------------------------ | --------------------------------- | ---------------------------------- | --------- | -------------------- |
| AR Aquivaldo Mosquera    | Cañada CTM F.C.          | Santa Rosa de Jáuregui, Querétaro | Parque Bicentenario                | 1000      | –                    |
| Celaya F.C. TDP (*)      | Celaya F.C. TDP (*)      | Celaya, Guanajuato                | Miguel Alemán Valdés               | 23 182    | Celaya F.C.          |
| Celaya Linces            | Celaya Linces            | Comonfort, Guanajuato             | Brígido Vargas                     | 4000      | –                    |
| Estudiantes de Querétaro | Estudiantes de Querétaro | Querétaro, Querétaro              | Hacienda Dolores                   | 1000      | –                    |
| F.C. Fundadores          | F.C. Fundadores          | Santa Rosa de Jáuregui, Querétaro | Parque Bicentenario                | 1000      | –                    |
| Inter de Querétaro       | Inter de Querétaro       | Santa Rosa de Jáuregui, Querétaro | Parque Bicentenario                | 1000      | –                    |
| Inter Guanajuato         | Inter Guanajuato         | Guanajuato, Guanajuato            | Arnulfo Vázquez Nieto              | 1000      | –                    |
| Inter Corregidora        | Querétaro 3D             | Santa Rosa de Jáuregui, Querétaro | Parque Bicentenario                | 1000      | –                    |
| La Piedad Querétaro      | La Piedad Querétaro      | Querétaro, Querétaro              | El Infiernillo                     | 1000      | –                    |
| Leyendas F.C.            | Leyendas F.C.            | Guanajuato, Guanajuato            | Nieto Piña UG                      | 1000      | –                    |
| Lobos ITECA              | Lobos ITECA              | Querétaro, Querétaro              | Deportivo Reforma Lomas            | 1000      | –                    |
| Mineros Querétaro        | Mineros Querétaro        | Colón, Querétaro                  | Universidad CEICKOR                | 500       | Mineros de Zacatecas |
| C.D. San Juan del Río    | C.D. San Juan del Río    | San Juan del Río, Querétaro       | Unidad Deportiva Norte             | 1000      | –                    |
| Titanes de Querétaro     | Titanes de Querétaro     | San José Iturbide, Guanajuato     | Unidad Deportiva San José Iturbide | 1000      | –                    |

#### Grupo XI
10 equipos de Guanajuato y Michoacán.
| Equipo                                    | Nombre registrado                         | Ciudad               | Estadio                                   | Capacidad | Club de afiliación |
| ----------------------------------------- | ----------------------------------------- | -------------------- | ----------------------------------------- | --------- | ------------------ |
| Atlético Morelia - Universidad Michoacana | Atlético Morelia - Universidad Michoacana | Morelia, Michoacán   | Universitario UMSNH                       | 4000      | Atlético Morelia   |
| Atlético Valladolid                       | Atlético Valladolid                       | Morelia, Michoacán   | Complejo deportivo Bicentenario           | 1000      | –                  |
| Bucaneros F.C.                            | Bucaneros F.C.                            | Maravatío, Michoacán | Unidad Deportiva Melchor Ocampo           | 1000      | –                  |
| Delfines de Abasolo                       | Delfines de Abasolo                       | Abasolo, Guanajuato  | Municipal Abasolo                         | 2500      | –                  |
| Deportivo Sahuayo                         | Michoacán F.C.                            | Sahuayo, Michoacán   | Unidad Deportiva Francisco García Vilchis | 1500      | –                  |
| Deportivo Zamora F.C.                     | Deportivo Zamora F.C.                     | Zamora, Michoacán    | Unidad Deportiva El Chamizal              | 5000      | –                  |
| Furia Azul F.C.                           | Furia Azul F.C.                           | Pátzcuaro, Michoacán | Furia Azul                                | 3000      | –                  |
| H2O Purépechas F.C. (*)                   | H2O Purépechas F.C. (*)                   | Morelia, Michoacán   | Cancha 15 Policía y Tránsito              | 1000      | Atlético Morelia   |
| Halcones AFU                              | Halcones F.C.                             | Uruapan, Michoacán   | Unidad Deportiva Hermanos López Rayón     | 5000      | Halcones F.C.      |
| La Piedad Imperial F.C.                   | La Piedad Imperial F.C.                   | La Piedad, Michoacán | Club Azteca                               | 1000      | –                  |

#### Grupo XII
15 equipos de Aguascalientes, Guanajuato, Jalisco, San Luis Potosí y Zacatecas.
| Equipo                       | Nombre registrado            | Ciudad                           | Estadio                              | Capacidad | Club de afiliación   |
| ---------------------------- | ---------------------------- | -------------------------------- | ------------------------------------ | --------- | -------------------- |
| Atlético Leonés              | Atlético Leonés              | León, Guanajuato                 | CODE Las Joyas                       | 1000      | –                    |
| Atlético ECCA                | Atlético ECCA                | León, Guanajuato                 | CODE Las Joyas                       | 1000      | –                    |
| Cachorros de León            | Fut-Car                      | León, Guanajuato                 | CODE Las Joyas                       | 1000      | –                    |
| Empresarios del Rincón       | Real Olmeca Sport            | Purísima del Rincón, Guanajuato  | Unidad Deportiva Purísima            | 1000      | –                    |
| C.D. Irapuato "B" (*)        | C.D. Irapuato "B" (*)        | Irapuato, Guanajuato             | Sergio Léon Chávez                   | 20 000    | C.D. Irapuato        |
| Leyendas Unidas              | Jaral del Progreso F.C.      | León, Guanajuato                 | Parque Metropolitano                 | 500       | –                    |
| León GEN (*)                 | León GEN (*)                 | Lagos de Moreno, Jalisco         | La Esmeralda Club León               | 2000      | Club León            |
| Magos Unión Deportiva        | Magos Unión Deportiva        | Purísima del Rincón, Guanajuato  | Unidad Deportiva Purísima            | 1000      | –                    |
| Mineros de Zacatecas TDP (*) | Mineros de Zacatecas TDP (*) | Guadalupe, Zacatecas             | Unidad Deportiva Guadalupe           | 500       | Mineros de Zacatecas |
| Necaxa "B" (*)               | Necaxa "B" (*)               | Aguascalientes, Aguascalientes   | Casa Club Necaxa Cancha 4            | 1000      | C. Necaxa            |
| Pabellón F.C.                | Pabellón F.C.                | Aguascalientes, Aguascalientes   | Ferrocarrilero                       | 2000      | –                    |
| Potosinos F.C.               | Potosinos F.C.               | San Luis Potosí, San Luis Potosí | Unidad Deportiva Adolfo López Mateos | 1000      | –                    |
| Santa Ana del Conde F.C.     | Santa Ana del Conde F.C.     | Santa Ana del Conde, Guanajuato  | El Roble                             | 500       | –                    |
| Suré F.C.                    | Suré F.C.                    | León, Guanajuato                 | CODE Las Joyas                       | 500       | –                    |
| UAZ "B" (*)                  | UAZ "B" (*)                  | Zacatecas, Zacatecas             | Universitario Unidad Deportiva Norte | 5000      | UAZ                  |

#### Grupo XIII
12 equipos de Jalisco
| Equipo                  | Nombre registrado       | Ciudad                         | Estadio                             | Capacidad | Club de afiliación |
| ----------------------- | ----------------------- | ------------------------------ | ----------------------------------- | --------- | ------------------ |
| Acatlán F.C. "B"        | Acatlán F.C. "B"        | Zapotlanejo, Jalisco           | Miguel Hidalgo                      | 1500      | Acatlán F.C.       |
| Agaveros F.C.           | Agaveros F.C.           | Tlajomulco de Zúñiga, Jalisco  | Deportivo del Valle                 | 1000      | –                  |
| Alfareros de Tonalá     | Alfareros de Tonalá     | Tonalá, Jalisco                | Deportivo Jalisciense               | 1000      | -                  |
| C.D. Aves Blancas       | C.D. Aves Blancas       | Tepatitlán de Morelos, Jalisco | Corredor Industrial                 | 1200      | –                  |
| Elite Azteca F.C.       | Pro Camp F.C.           | Zapopan, Jalisco               | Centro de Alto Rendimiento Tapatíos | 1000      | –                  |
| Gorilas de Juanacatlán  | Gorilas de Juanacatlán  | Juanacatlán, Jalisco           | Club Juanacatlán                    | 800       | –                  |
| Leones Negros "C" (*)   | Leones Negros "C" (*)   | Zapopan, Jalisco               | Club Deportivo U. de G.             | 3000      | Leones Negros UdeG |
| C.D. Nacional           | C.D. Nacional           | San Pedro Tlaquepaque, Jalisco | Unidad Deportiva Froc               | 1000      | –                  |
| U.D. Salamanca          | U.D. Salamanca          | Tepatitlán de Morelos, Jalisco | Tepa Gómez                          | 10 000    | Salamanca CF UDS   |
| Tapatíos Soccer         | Tapatíos Soccer         | Zapopan, Jalisco               | Centro de Alto Rendimiento Tapatíos | 1000      | –                  |
| Tecos F.C. "B" (*)      | Tecos F.C. "B" (*)      | Zapopan, Jalisco               | Cancha Anexa Tres de Marzo          | 1000      | Tecos F.C.         |
| Tepatitlán F.C. "B" (*) | Tepatitlán F.C. "B" (*) | Tepatitlán de Morelos, Jalisco | Tepa Gómez                          | 10 000    | Tepatitlán F.C.    |

#### Grupo XIV
14 equipos de Colima y Jalisco
| Equipo                    | Nombre registrado       | Ciudad                         | Estadio                               | Capacidad | Club de afiliación      |
| ------------------------- | ----------------------- | ------------------------------ | ------------------------------------- | --------- | ----------------------- |
| Catedráticos Elite F.C.   | Catedráticos Elite F.C. | Etzatlán, Jalisco              | Unidad Deportiva Etzatlán             | 1000      | Petroleros de Salamanca |
| Charales de Chapala       | Charales de Chapala     | Chapala, Jalisco               | Municipal Juan Rayo                   | 1200      | -                       |
| Deportivo Fuerza Huracán  | Fénix CFAR              | San Isidro Mazatepec, Jalisco  | La Fortaleza                          | 1000      | –                       |
| Deportivo Tala            | Volcanes de Colima      | Tala, Jalisco                  | Centro Deportivo Cultural 24 de Marzo | 2000      | -                       |
| Diablos Tesistán          | Diablos Tesistán        | Zapopan, Jalisco               | Club Diablos Tesistán                 | 1000      | -                       |
| Guardianes GDL F.C.       | C.D. Aviña              | Zapopan, Jalisco               | Centro de Alto Rendimiento Tapatíos   | 1000      | –                       |
| Guerreros de Autlán       | Atlético Cocula         | Autlán, Jalisco                | Unidad Deportiva Chapultepec          | 1500      | -                       |
| Legado del Centenario     | Legado del Centenario   | Guadalajara, Jalisco           | Unidad Deportiva Cuauhtémoc GDL       | 1000      | –                       |
| LEVET                     | Gallos Viejos           | Zapopan, Jalisco               | Club Pumas Tesistán                   | 500       | –                       |
| Mulos del C.D. Oro        | Mulos del C.D. Oro      | Puerto Vallarta, Jalisco       | Agustín Flores Contreras              | 2000      | -                       |
| Osos Deportivo CMG        | Deportivo Cimagol       | Zapopan, Jalisco               | Deportivo Corona                      | 500       | -                       |
| Real Ánimas de Sayula     | Real Ánimas de Sayula   | Sayula, Jalisco                | Gustavo Díaz Ordaz                    | 4000      | -                       |
| Tornados Tlaquepaque F.C. | Caja Oblatos CFD "B"    | San Pedro Tlaquepaque, Jalisco | Pumitas Arceo                         | 500       | –                       |
| C. F. Ynjer Cuauhtémoc    | Acatlán Cuauhtémoc      | Cuauhtémoc, Colima             | Unidad Deportiva Cuauhtémoc           | 1000      | Acatlán F.C.            |

#### Grupo XV
10 equipos de Jalisco y Nayarit. El grupo originalmente contaba con 11 equipos, sin embargo, el 30 de octubre de 2024 el club Dorados de Sinaloa TDP se retiró de la temporada debido a los problemas de seguridad en el estado de Sinaloa que alteraron la operación del equipo.
| Equipo                   | Nombre registrado        | Ciudad                   | Estadio                      | Capacidad | Club de afiliación   |
| ------------------------ | ------------------------ | ------------------------ | ---------------------------- | --------- | -------------------- |
| Atlético Acaponeta       | Atlético Acaponeta       | Acaponeta, Nayarit       | Unidad Deportiva Acaponeta   | 1000      | –                    |
| Atlético Nayarit         | Atlético Nayarit         | Tepic, Nayarit           | Unidad Deportiva Sufacen     | 1000      | –                    |
| Atlético Punto Sur       | AFAR Manzanillo          | Tlajomulco, Jalisco      | Campo Punto Sur              | 500       | –                    |
| Atlético Tesistán F.C.   | Guaymas F.C.             | Zapopan, Jalisco         | Club Pumas Tesistán          | 500       | -                    |
| C.D. Halcones de Nayarit | C.D. Halcones de Nayarit | Tepic, Nayarit           | Halcones                     | 500       | –                    |
| Moncaro F.C.             | Moncaro F.C.             | Tequila, Jalisco         | Unidad Deportiva 24 de Enero | 1000      | –                    |
| Puerto Vallarta F.C.     | Puerto Vallarta F.C.     | Puerto Vallarta, Jalisco | Ejidal La Preciosa           | 5000      | –                    |
| Sporting AKD             | Castores Gobrantacto     | Zapopan, Jalisco         | Deportivo Solares            | 500       | –                    |
| Tigres de Álica F.C. "B" | Tigres de Álica F.C. "B" | Tepic, Nayarit           | Nicolás Álvarez Ortega       | 12 945    | Tigres de Álica F.C. |
| Xalisco F.C.             | Xalisco F.C.             | Xalisco, Nayarit         | Unidad Deportiva Landareñas  | 1500      | –                    |

#### Grupo XVI
14 equipos de Coahuila, Durango, Nuevo León y Tamaulipas
| Equipo                    | Nombre registrado              | Ciudad                               | Estadio                          | Capacidad | Club de afiliación     |
| ------------------------- | ------------------------------ | ------------------------------------ | -------------------------------- | --------- | ---------------------- |
| C.F. Cadereyta            | C.F. Cadereyta                 | Cadereyta, Nuevo León                | Clemente Salinas Netro           | 1000      | –                      |
| Calor Torreón             | Calor Torreón                  | Gómez Palacio, Durango               | Unidad Deportiva Gómez Palacio   | 4000      | C. Calor               |
| Correcaminos UAT "C" (*)  | Correcaminos UAT "C" (*)       | Ciudad Victoria, Tamaulipas          | Profesor Eugenio Alvizo Porras   | 5000      | Correcaminos UAT       |
| Escobedo F.C.             | Real San Cosme                 | Escobedo, Nuevo León                 | Unidad Deportiva Lázaro Cárdenas | 1000      | –                      |
| C.F. Gallos Nuevo León    | C.F. Gallos Nuevo León         | Monterrey, Nuevo León                | Ciudad Deportiva Churubusco      | 1000      | Querétaro F. C.        |
| Gavilanes "B" (*)         | Hogar H. Matamoros             | Matamoros, Tamaulipas                | El Hogar                         | 22 000    | Gavilanes de Matamoros |
| Halcones de Saltillo      | San Isidro Laguna              | Saltillo, Coahuila                   | Olímpico Francisco I. Madero     | 7000      | –                      |
| Irritilas F.C.            | Irritilas F.C.                 | San Pedro, Coahuila                  | Quinta Ximena                    | 1000      | –                      |
| Leones de Nuevo León F.C. | Campeche F.C. Nueva Generación | Escobedo, Nuevo León                 | Unidad Deportiva Monterrey 400   | 1000      | –                      |
| C.F. Nuevo León           | C.F. Nuevo León                | San Nicolás de los Garza, Nuevo León | Unidad Deportiva Oriente         | 1000      | –                      |
| Real Apodaca F.C. "B"     | Real Apodaca F.C. "B"          | Apodaca, Nuevo León                  | Centenario del Ejército Mexicano | 2000      | Real Apodaca F.C.      |
| Saltillo Soccer F.C.      | Saltillo Soccer F.C.           | Saltillo, Coahuila                   | Olímpico Francisco I. Madero     | 7000      | –                      |
| San Pedro 7-10 F.C.       | San Pedro 7-10 F.C.            | San Pedro Garza García, Nuevo León   | Sporti Valle Poniente            | 500       | –                      |
| Santiago F.C. "B" (*)     | Santiago F.C. "B" (*)          | Santiago, Nuevo León                 | El Barrial                       | 1300      | Santiago F.C.          |

#### Grupo XVII
11 equipos de Baja California, Chihuahua y Sonora
| Equipo                        | Ciudad                        | Estadio                            | Capacidad | Club de afiliación   |
| ----------------------------- | ----------------------------- | ---------------------------------- | --------- | -------------------- |
| Atlético Tijuana              | Tijuana, Baja California      | Unidad Deportiva Reforma           | 1000      | –                    |
| Búhos UNISON                  | Hermosillo, Sonora            | Miguel Castro Servín               | 7000      | –                    |
| Cachanillas F.C.              | Mexicali, Baja California     | Campo Necaxa                       | 1000      | –                    |
| F.C. CEPROFFA                 | Ciudad Juárez, Chihuahua      | CEPROFFA                           | 1000      | –                    |
| Cimarrones de Sonora "B" (*)  | Hermosillo, Sonora            | Unidad Deportiva La Milla          | 1000      | Cimarrones de Sonora |
| Cobras Fut Premier            | Ciudad Juárez, Chihuahua      | Complejo Temop Axis                | 500       | –                    |
| C.D. Datileros de San Luis RC | San Luis Río Colorado, Sonora | El Musical                         | 1000      | –                    |
| Deportivo Etchojoa            | Etchojoa, Sonora              | Trigueros                          | 1500      | –                    |
| La Tribu de Ciudad Juárez     | Ciudad Juárez, Chihuahua      | Complejo La Tribu                  | 1000      | –                    |
| Obson Dynamo F.C.             | Ciudad Obregón, Sonora        | Hundido ITSON                      | 3000      | –                    |
| Xolos de Hermosillo (*)       | Hermosillo, Sonora            | Cancha Aarón Gamal Aguirre Fimbres | 1000      | C. Tijuana           |

## Tablas Generales
Fecha de actualización: 26 de abril de 2025

### Grupo I
| Pos. | Equipos                  | PJ | PG | PE | PP | GF | GC | Dif. | Pts. | Pe | Por  |
| ---- | ------------------------ | -- | -- | -- | -- | -- | -- | ---- | ---- | -- | ---- |
| 1.   | Deportiva Venados "B"    | 26 | 20 | 4  | 2  | 64 | 17 | 47   | 67   | 3  | 2.58 |
| 2.   | Boston Cancún F.C.       | 26 | 17 | 6  | 3  | 48 | 19 | 29   | 62   | 5  | 2.38 |
| 3.   | Ejidatarios de Bonfil    | 26 | 16 | 4  | 6  | 46 | 22 | 24   | 56   | 3  | 2.15 |
| 4.   | Corsarios de Campeche    | 26 | 14 | 6  | 6  | 33 | 20 | 13   | 51   | 5  | 1.96 |
| 5.   | Pioneros Junior          | 26 | 15 | 5  | 7  | 41 | 26 | 15   | 48   | 1  | 1.85 |
| 6.   | Progreso F.C.            | 26 | 11 | 7  | 8  | 37 | 30 | 7    | 43   | 3  | 1.65 |
| 7.   | Inter Playa "B"          | 26 | 12 | 5  | 9  | 49 | 32 | 17   | 42   | 1  | 1.62 |
| 8.   | Atlético Quintanarroense | 26 | 8  | 7  | 11 | 30 | 42 | -12  | 35   | 4  | 1.35 |
| 9.   | Deportivo Chetumal       | 26 | 5  | 10 | 11 | 25 | 38 | -13  | 31   | 6  | 1.19 |
| 10.  | Mons Calpe Yucatán       | 26 | 5  | 9  | 12 | 24 | 36 | -12  | 26   | 1  | 1.00 |
| 11.  | Felinos 48               | 26 | 4  | 8  | 14 | 28 | 50 | -22  | 26   | 6  | 1.00 |
| 12.  | Deportivo CTM Búhos      | 26 | 6  | 3  | 17 | 25 | 55 | -30  | 21   | 0  | 0.81 |
| 13.  | ISG Sport F.C.           | 26 | 4  | 6  | 16 | 15 | 54 | -39  | 20   | 2  | 0.77 |
| 14.  | Pampaneros de Champotón  | 26 | 3  | 7  | 16 | 17 | 43 | -26  | 18   | 2  | 0.69 |

Nota: La cantidad de equipos clasificados a la fase final puede variar dependiendo del número de equipos por grupo. Los equipos pueden no clasificar por incumplimiento a reglamento o falta de pagos.
|  | Clasificado para la Fase Final como líder de grupo.                |
|  | Clasificado para la Fase Final.                                    |
|  | Clasificado para la Liguilla de Filiales o sin derecho al ascenso. |
|  | Último de Grupo.                                                   |

### Grupo II
| Pos. | Equipos                      | PJ | PG | PE | PP | GF | GC | Dif. | Pts. | Pe | Por  |
| ---- | ---------------------------- | -- | -- | -- | -- | -- | -- | ---- | ---- | -- | ---- |
| 1.   | Dragones de Oaxaca           | 26 | 21 | 4  | 1  | 61 | 12 | 49   | 70   | 3  | 2.69 |
| 2.   | Delfines de Coatzacoalcos    | 26 | 20 | 2  | 4  | 64 | 20 | 44   | 63   | 1  | 2.42 |
| 3.   | Estudiantes del COBACH F.C.  | 26 | 16 | 8  | 2  | 56 | 18 | 38   | 60   | 4  | 2.31 |
| 4.   | Tapachula Soconusco F.C. "B" | 26 | 16 | 6  | 4  | 56 | 24 | 32   | 55   | 1  | 2.12 |
| 5.   | Cruz Azul Lagunas            | 26 | 11 | 7  | 8  | 46 | 29 | 17   | 46   | 6  | 1.77 |
| 6.   | Deportivo Napoli Tabasco     | 26 | 12 | 4  | 7  | 37 | 38 | -1   | 42   | 2  | 1.62 |
| 7.   | Lechuzas UPGCH               | 26 | 9  | 6  | 11 | 35 | 33 | 2    | 35   | 1  | 1.35 |
| 8.   | Cefor Chiapas                | 26 | 7  | 10 | 9  | 41 | 49 | -8   | 35   | 3  | 1.35 |
| 9.   | Alebrijes de Oaxaca "B"      | 26 | 9  | 3  | 14 | 25 | 50 | -25  | 32   | 2  | 1.23 |
| 10.  | Antequera F.C.               | 26 | 8  | 2  | 16 | 24 | 50 | -26  | 27   | 1  | 1.04 |
| 11.  | Atlético Ixtepec             | 26 | 6  | 4  | 16 | 40 | 61 | -21  | 23   | 1  | 0.88 |
| 12.  | Milenarios de Oaxaca         | 26 | 5  | 4  | 17 | 30 | 67 | -37  | 21   | 2  | 0.81 |
| 13.  | Pijijiapan F.C.              | 26 | 4  | 5  | 17 | 21 | 48 | -27  | 20   | 3  | 0.77 |
| 14.  | Universidad del Sureste      | 26 | 5  | 1  | 20 | 24 | 63 | -39  | 17   | 1  | 0.65 |

Nota: La cantidad de equipos clasificados a la fase final puede variar dependiendo del número de equipos por grupo. Los equipos pueden no clasificar por incumplimiento a reglamento o falta de pagos.
|  | Clasificado para la Fase Final como líder de grupo.                |
|  | Clasificado para la Fase Final.                                    |
|  | Clasificado para la Liguilla de Filiales o sin derecho al ascenso. |
|  | Último de Grupo.                                                   |

### Grupo III
| Pos. | Equipos               | PJ | PG | PE | PP | GF | GC | Dif. | Pts. | Pe | Por  |
| ---- | --------------------- | -- | -- | -- | -- | -- | -- | ---- | ---- | -- | ---- |
| 1.   | C.D. Águila Azteca    | 30 | 23 | 6  | 1  | 87 | 26 | 61   | 79   | 4  | 2.63 |
| 2.   | Delfines UGM          | 30 | 25 | 1  | 4  | 91 | 22 | 69   | 77   | 0  | 2.57 |
| 3.   | PDLA F.C.             | 30 | 21 | 4  | 5  | 85 | 43 | 43   | 69   | 2  | 2.30 |
| 4.   | Universidad del Golfo | 30 | 15 | 9  | 6  | 61 | 26 | 35   | 59   | 5  | 1.97 |
| 5.   | Córdoba F.C.          | 30 | 17 | 5  | 8  | 75 | 38 | 37   | 57   | 1  | 1.90 |
| 6.   | F.C. Licántropos      | 30 | 14 | 9  | 7  | 59 | 33 | 26   | 55   | 3  | 1.83 |
| 7.   | Atlético Boca del Río | 30 | 13 | 6  | 11 | 48 | 47 | 1    | 50   | 5  | 1.67 |
| 8.   | Caballeros de Córdoba | 30 | 11 | 11 | 8  | 47 | 35 | 12   | 49   | 5  | 1.63 |
| 9.   | Ocelot Academy MX     | 30 | 11 | 4  | 15 | 57 | 48 | 9    | 40   | 3  | 1.33 |
| 10.  | Tehuacán de la Franja | 30 | 8  | 5  | 17 | 41 | 62 | -21  | 33   | 4  | 1.10 |
| 11.  | Delta F.C.            | 30 | 10 | 2  | 18 | 28 | 52 | -24  | 33   | 1  | 1.10 |
| 12.  | Conejos de Tuxtepec   | 30 | 8  | 7  | 15 | 32 | 78 | -46  | 33   | 1  | 1.10 |
| 13.  | Reales de Puebla      | 30 | 5  | 6  | 19 | 31 | 81 | 50   | 26   | 5  | 0.87 |
| 14.  | F.C. Los Ángeles      | 30 | 4  | 9  | 17 | 29 | 73 | -44  | 24   | 3  | 0.80 |
| 15.  | Guerreros de Puebla   | 30 | 4  | 6  | 20 | 19 | 58 | 39   | 19   | 1  | 0.63 |
| 16.  | Lobos Puebla          | 30 | 3  | 6  | 21 | 26 | 90 | -64  | 17   | 2  | 0.57 |

Nota: La cantidad de equipos clasificados a la fase final puede variar dependiendo del número de equipos por grupo. Los equipos pueden no clasificar por incumplimiento a reglamento o falta de pagos.
|  | Clasificado para la Fase Final como líder de grupo.                |
|  | Clasificado para la Fase Final.                                    |
|  | Clasificado para la Liguilla de Filiales o sin derecho al ascenso. |
|  | Último de Grupo.                                                   |

### Grupo IV
| Pos. | Equipos                      | PJ | PG | PE | PP | GF  | GC  | Dif. | Pts. | Pe | Por  |
| ---- | ---------------------------- | -- | -- | -- | -- | --- | --- | ---- | ---- | -- | ---- |
| 1.   | C.D. Muxes                   | 30 | 29 | 1  | 0  | 99  | 13  | 86   | 88   | 0  | 2.93 |
| 2.   | Ecatepec F.C.                | 30 | 24 | 3  | 3  | 113 | 22  | 91   | 77   | 1  | 2.57 |
| 3.   | Aragón F.C.                  | 30 | 22 | 3  | 5  | 75  | 23  | 52   | 70   | 1  | 2.33 |
| 4.   | Oceanía F.C.                 | 30 | 19 | 4  | 7  | 76  | 34  | 42   | 65   | 4  | 2.17 |
| 5.   | Álamos F.C.                  | 30 | 18 | 5  | 7  | 48  | 27  | 21   | 61   | 2  | 2.03 |
| 6.   | Independiente Mexiquense     | 30 | 16 | 3  | 11 | 45  | 34  | 11   | 54   | 3  | 1.80 |
| 7.   | Sangre de Campeón            | 30 | 15 | 5  | 10 | 56  | 47  | 9    | 51   | 2  | 1.70 |
| 8.   | Cefor Cuauhtémoc Blanco      | 30 | 11 | 8  | 11 | 50  | 44  | 6    | 44   | 3  | 1.47 |
| 9.   | Unión F.C.                   | 30 | 11 | 6  | 13 | 49  | 51  | -2   | 44   | 5  | 1.47 |
| 10.  | Atlante Chalco               | 30 | 11 | 4  | 15 | 46  | 46  | 0    | 39   | 2  | 1.30 |
| 11.  | Cañoneros F.C. "B"           | 30 | 8  | 6  | 16 | 42  | 66  | -24  | 32   | 1  | 1.07 |
| 12.  | Formación Metropolitana F.C. | 30 | 6  | 5  | 19 | 31  | 58  | -27  | 25   | 2  | 0.83 |
| 13.  | Aztecas AMF Soccer           | 30 | 4  | 7  | 19 | 25  | 55  | -30  | 24   | 5  | 0.80 |
| 14.  | Cefor Mexiquense             | 30 | 6  | 4  | 20 | 32  | 79  | -47  | 24   | 1  | 0.80 |
| 15.  | Atlético Mexicano            | 30 | 4  | 2  | 24 | 31  | 122 | -91  | 14   | 0  | 0.47 |
| 16.  | Santiago Tulantepec F.C.     | 30 | 1  | 4  | 25 | 17  | 113 | -96  | 8    | 1  | 0.27 |

Nota: La cantidad de equipos clasificados a la fase final puede variar dependiendo del número de equipos por grupo. Los equipos pueden no clasificar por incumplimiento a reglamento o falta de pagos.
|  | Clasificado para la Fase Final como líder de grupo.                |
|  | Clasificado para la Fase Final.                                    |
|  | Clasificado para la Liguilla de Filiales o sin derecho al ascenso. |
|  | Último de Grupo.                                                   |

### Grupo V
| Pos. | Equipos                   | PJ | PG | PE | PP | GF  | GC | Dif. | Pts. | Pe | Por  |
| ---- | ------------------------- | -- | -- | -- | -- | --- | -- | ---- | ---- | -- | ---- |
| 1.   | Héroes de Zaci            | 30 | 25 | 2  | 3  | 123 | 27 | 96   | 78   | 1  | 2.60 |
| 2.   | F.C. Politécnico          | 30 | 18 | 8  | 4  | 54  | 28 | 26   | 68   | 6  | 2.27 |
| 3.   | F.C. Juárez TDP           | 30 | 19 | 4  | 7  | 71  | 32 | 39   | 64   | 3  | 2.13 |
| 4.   | Valle de Xico F.C.        | 30 | 17 | 8  | 5  | 63  | 34 | 29   | 63   | 4  | 2.10 |
| 5.   | Panteras Neza             | 30 | 13 | 8  | 9  | 52  | 43 | 9    | 50   | 3  | 1.67 |
| 6.   | Coyotes Neza              | 30 | 15 | 3  | 12 | 51  | 44 | 7    | 50   | 2  | 1.67 |
| 7.   | Academia América Leyendas | 30 | 12 | 9  | 9  | 45  | 39 | 6    | 49   | 4  | 1.63 |
| 8.   | Academia Mineros CDMX     | 30 | 14 | 5  | 11 | 50  | 46 | 4    | 48   | 1  | 1.60 |
| 9.   | C.D. Irapuato Olimpo      | 30 | 13 | 3  | 14 | 41  | 63 | -22  | 43   | 1  | 1.43 |
| 10.  | Halcones de Rayón         | 30 | 11 | 5  | 14 | 44  | 52 | -8   | 40   | 2  | 1.33 |
| 11.  | C.D.C. Domínguez Osos     | 30 | 8  | 9  | 13 | 48  | 64 | -16  | 39   | 6  | 1.30 |
| 12.  | Club Marina               | 30 | 8  | 6  | 16 | 43  | 64 | -21  | 34   | 4  | 1.13 |
| 13.  | Novillos Neza             | 30 | 8  | 5  | 17 | 47  | 70 | -23  | 31   | 2  | 1.03 |
| 14.  | Coyotes F.C.              | 30 | 8  | 4  | 18 | 28  | 49 | -21  | 29   | 1  | 0.97 |
| 15.  | Arietes F.C.              | 30 | 7  | 3  | 20 | 53  | 90 | -37  | 26   | 2  | 0.87 |
| 16.  | Cuemanco F.C.             | 30 | 2  | 2  | 26 | 18  | 86 | -68  | 8    | 0  | 0.27 |

Nota: La cantidad de equipos clasificados a la fase final puede variar dependiendo del número de equipos por grupo. Los equipos pueden no clasificar por incumplimiento a reglamento o falta de pagos.
|  | Clasificado para la Fase Final como líder de grupo.                |
|  | Clasificado para la Fase Final.                                    |
|  | Clasificado para la Liguilla de Filiales o sin derecho al ascenso. |
|  | Último de Grupo.                                                   |

### Grupo VI
| Pos. | Equipos                  | PJ | PG | PE | PP | GF | GC | Dif. | Pts. | Pe | Por  |
| ---- | ------------------------ | -- | -- | -- | -- | -- | -- | ---- | ---- | -- | ---- |
| 1.   | Artesanos Metepec "B"    | 22 | 17 | 4  | 1  | 47 | 11 | 36   | 56   | 1  | 2.55 |
| 2.   | C.F. Estudiantes         | 22 | 14 | 6  | 2  | 55 | 24 | 31   | 50   | 2  | 2.27 |
| 3.   | Orishas Tepeji F.C.      | 22 | 13 | 4  | 5  | 71 | 34 | 37   | 45   | 2  | 2.05 |
| 4.   | Unión Campesinos F.C.    | 22 | 10 | 7  | 5  | 41 | 28 | 13   | 42   | 5  | 1.91 |
| 5.   | Cordobés F.C. "B"        | 22 | 11 | 4  | 7  | 31 | 30 | 1    | 41   | 4  | 1.86 |
| 6.   | Deportivo Zitácuaro "B"  | 22 | 11 | 6  | 5  | 32 | 25 | 7    | 40   | 1  | 1.82 |
| 7.   | Leones Huixquilucan      | 22 | 9  | 6  | 7  | 39 | 39 | 0    | 37   | 4  | 1.68 |
| 8.   | Real San Luis F.C.       | 22 | 8  | 1  | 13 | 34 | 45 | -11  | 26   | 1  | 1.18 |
| 9.   | CID Leones Negros Toluca | 22 | 4  | 6  | 12 | 15 | 32 | -17  | 19   | 1  | 0.86 |
| 10.  | Astilleros F.C.          | 22 | 5  | 2  | 15 | 17 | 34 | -17  | 18   | 1  | 0.82 |
| 11.  | Eurosoccer F.C.          | 22 | 4  | 1  | 17 | 24 | 48 | -24  | 14   | 1  | 0.64 |
| 12.  | Luma Sports F.C.         | 22 | 2  | 1  | 19 | 19 | 77 | -58  | 8    | 1  | 0.36 |

Nota: La cantidad de equipos clasificados a la fase final puede variar dependiendo del número de equipos por grupo. Los equipos pueden no clasificar por incumplimiento a reglamento o falta de pagos.
|  | Clasificado para la Fase Final como líder de grupo.                |
|  | Clasificado para la Fase Final.                                    |
|  | Clasificado para la Liguilla de Filiales o sin derecho al ascenso. |
|  | Último de Grupo.                                                   |

### Grupo VII
| Pos. | Equipos                 | PJ | PG | PE | PP | GF | GC | Dif. | Pts. | Pe | Por  |
| ---- | ----------------------- | -- | -- | -- | -- | -- | -- | ---- | ---- | -- | ---- |
| 1.   | Águilas UAGro           | 24 | 18 | 2  | 4  | 70 | 12 | 58   | 57   | 1  | 2.38 |
| 2.   | Tigres Yautepec         | 24 | 16 | 8  | 0  | 56 | 16 | 40   | 57   | 1  | 2.38 |
| 3.   | Atlético Real Morelos   | 24 | 16 | 5  | 3  | 60 | 22 | 38   | 57   | 4  | 2.38 |
| 4.   | Zapata F.C.             | 24 | 13 | 8  | 3  | 39 | 19 | 20   | 51   | 4  | 2.13 |
| 5.   | Selva Cañera            | 24 | 12 | 4  | 8  | 46 | 29 | 17   | 43   | 3  | 1.79 |
| 6.   | Atlético Inter Capital  | 24 | 13 | 1  | 10 | 39 | 30 | 9    | 40   | 0  | 1.67 |
| 7.   | Arroceros Jojutla       | 24 | 9  | 7  | 8  | 38 | 30 | 8    | 38   | 4  | 1.58 |
| 8.   | Iguala F.C.             | 24 | 10 | 0  | 14 | 36 | 54 | -18  | 30   | 0  | 1.25 |
| 9.   | Alebrijes CDMX          | 24 | 7  | 3  | 14 | 30 | 51 | -21  | 25   | 1  | 1.04 |
| 10.  | FORMAFUTINTEGRAL        | 24 | 6  | 3  | 15 | 24 | 51 | -27  | 23   | 2  | 0.96 |
| 11.  | Ciervos F.C. "B"        | 24 | 6  | 3  | 15 | 18 | 45 | -27  | 23   | 2  | 0.96 |
| 12.  | Caudillos de Morelos    | 24 | 2  | 6  | 16 | 16 | 41 | -25  | 15   | 3  | 0.63 |
| 13.  | Escuela Necaxa Coyoacán | 24 | 2  | 2  | 20 | 24 | 96 | -72  | 9    | 1  | 0.38 |

Nota: La cantidad de equipos clasificados a la fase final puede variar dependiendo del número de equipos por grupo. Los equipos pueden no clasificar por incumplimiento a reglamento o falta de pagos.
|  | Clasificado para la Fase Final como líder de grupo.                |
|  | Clasificado para la Fase Final.                                    |
|  | Clasificado para la Liguilla de Filiales o sin derecho al ascenso. |
|  | Último de Grupo.                                                   |

### Grupo VIII
| Pos. | Equipos                 | PJ | PG | PE | PP | GF | GC  | Dif. | Pts. | Pe | Por  |
| ---- | ----------------------- | -- | -- | -- | -- | -- | --- | ---- | ---- | -- | ---- |
| 1.   | Pachuca TDP             | 26 | 20 | 4  | 2  | 84 | 24  | 60   | 64   | 0  | 2.46 |
| 2.   | Bombarderos de Tecámac  | 26 | 18 | 6  | 2  | 51 | 21  | 30   | 63   | 3  | 2.42 |
| 3.   | UFD Tuzos Pachuca       | 26 | 19 | 2  | 5  | 84 | 32  | 52   | 60   | 1  | 2.31 |
| 4.   | Halcones Negros F.C.    | 26 | 14 | 4  | 8  | 66 | 42  | 24   | 49   | 2  | 1.88 |
| 5.   | Balam F.C.              | 26 | 12 | 5  | 9  | 49 | 34  | 15   | 45   | 4  | 1.73 |
| 6.   | Lilo F.C.               | 26 | 12 | 6  | 8  | 43 | 41  | 2    | 45   | 3  | 1.73 |
| 7.   | Club Hidalguense        | 26 | 13 | 3  | 10 | 35 | 29  | 6    | 44   | 2  | 1.69 |
| 8.   | Lonsdaleíta F.C.        | 26 | 11 | 5  | 10 | 53 | 45  | 8    | 41   | 3  | 1.58 |
| 9.   | Toros F.C.              | 26 | 11 | 2  | 13 | 57 | 45  | 12   | 36   | 1  | 1.38 |
| 10.  | Alebrijes Teotihuacán   | 26 | 7  | 4  | 15 | 26 | 40  | -14  | 27   | 2  | 1.04 |
| 11.  | Atlético Toltecas       | 26 | 5  | 5  | 16 | 32 | 73  | -41  | 21   | 1  | 0.81 |
| 12.  | Deportivo JEM F.C.      | 26 | 3  | 5  | 18 | 28 | 72  | -44  | 17   | 3  | 0.65 |
| 13.  | Águilas de Teotihuacán  | 26 | 3  | 5  | 18 | 24 | 70  | -46  | 17   | 3  | 0.65 |
| 14.  | Faraones de Texcoco "B" | 26 | 5  | 2  | 19 | 37 | 101 | -64  | 17   | 0  | 0.65 |

Nota: La cantidad de equipos clasificados a la fase final puede variar dependiendo del número de equipos por grupo. Los equipos pueden no clasificar por incumplimiento a reglamento o falta de pagos.
|  | Clasificado para la Fase Final como líder de grupo.                |
|  | Clasificado para la Fase Final.                                    |
|  | Clasificado para la Liguilla de Filiales o sin derecho al ascenso. |
|  | Último de Grupo.                                                   |

### Grupo IX
| Pos. | Equipos                  | PJ | PG | PE | PP | GF | GC | Dif. | Pts. | Pe | Por  |
| ---- | ------------------------ | -- | -- | -- | -- | -- | -- | ---- | ---- | -- | ---- |
| 1.   | Orgullo Surtam           | 22 | 17 | 1  | 4  | 49 | 17 | 32   | 53   | 1  | 2.41 |
| 2.   | Atlético Poza Rica       | 22 | 14 | 5  | 3  | 48 | 22 | 26   | 49   | 2  | 2.23 |
| 3.   | Huastecos Axtla          | 22 | 13 | 3  | 6  | 61 | 24 | 37   | 44   | 2  | 2.00 |
| 4.   | Litcheros de Huehuetlán  | 22 | 9  | 5  | 8  | 28 | 25 | 3    | 33   | 1  | 1.50 |
| 5.   | Sultanes de Tamazunchale | 22 | 8  | 5  | 9  | 36 | 44 | -8   | 33   | 4  | 1.50 |
| 6.   | Real Tlanchinol          | 22 | 6  | 4  | 12 | 22 | 45 | -23  | 23   | 1  | 1.05 |
| 7.   | Manta Rayas F. C.        | 22 | 5  | 3  | 14 | 16 | 36 | -20  | 19   | 1  | 0.86 |
| 8.   | Tantoyuca F.C.           | 16 | 3  | 3  | 10 | 15 | 41 | -26  | 13   | 1  | 0.81 |
| 9.   | Venados de Misantla      | 16 | 1  | 5  | 10 | 22 | 43 | -21  | 12   | 4  | 0.75 |

Nota: La cantidad de equipos clasificados a la fase final puede variar dependiendo del número de equipos por grupo. Los equipos pueden no clasificar por incumplimiento a reglamento o falta de pagos.
|  | Clasificado para la Fase Final como líder de grupo.                |
|  | Clasificado para la Fase Final.                                    |
|  | Clasificado para la Liguilla de Filiales o sin derecho al ascenso. |
|  | Último de Grupo.                                                   |

### Grupo X
| Pos. | Equipos                  | PJ | PG | PE | PP | GF | GC | Dif. | Pts. | Pe | Por  |
| ---- | ------------------------ | -- | -- | -- | -- | -- | -- | ---- | ---- | -- | ---- |
| 1.   | F.C. Fundadores          | 26 | 21 | 2  | 3  | 60 | 15 | 45   | 67   | 2  | 2.58 |
| 2.   | Titanes de Querétaro     | 26 | 21 | 0  | 5  | 76 | 19 | 57   | 63   | 0  | 2.42 |
| 3.   | Celaya Linces            | 26 | 17 | 3  | 6  | 53 | 25 | 28   | 56   | 2  | 2.15 |
| 4.   | Celaya F.C. TDP          | 26 | 14 | 7  | 5  | 62 | 23 | 39   | 52   | 3  | 2.00 |
| 5.   | Inter Guanajuato         | 26 | 15 | 3  | 8  | 56 | 24 | 32   | 50   | 2  | 1.92 |
| 6.   | La Piedad F.C. Querétaro | 26 | 14 | 4  | 8  | 60 | 31 | 19   | 48   | 2  | 1.85 |
| 7.   | Inter Corregidora        | 26 | 11 | 7  | 8  | 37 | 26 | 11   | 44   | 4  | 1.69 |
| 8.   | Mineros Querétaro        | 26 | 11 | 5  | 10 | 30 | 34 | -4   | 39   | 1  | 1.50 |
| 9.   | Leyendas F.C.            | 26 | 11 | 2  | 13 | 40 | 50 | -10  | 36   | 1  | 1.38 |
| 10.  | Estudiantes de Querétaro | 26 | 8  | 7  | 11 | 37 | 39 | -2   | 33   | 2  | 1.27 |
| 11.  | Lobos ITECA              | 26 | 6  | 5  | 15 | 19 | 63 | -44  | 25   | 2  | 0.96 |
| 12.  | C.D. San Juan del Río    | 26 | 5  | 3  | 18 | 30 | 67 | -37  | 21   | 3  | 0.81 |
| 13.  | AR Aquivaldo Mosquera    | 26 | 2  | 3  | 21 | 16 | 62 | -46  | 10   | 1  | 0.38 |
| 14.  | Inter de Querétaro F.C.  | 26 | 0  | 1  | 25 | 6  | 94 | -88  | 2    | 0  | 0.08 |

Nota: La cantidad de equipos clasificados a la fase final puede variar dependiendo del número de equipos por grupo. Los equipos pueden no clasificar por incumplimiento a reglamento o falta de pagos.
|  | Clasificado para la Fase Final como líder de grupo.                |
|  | Clasificado para la Fase Final.                                    |
|  | Clasificado para la Liguilla de Filiales o sin derecho al ascenso. |
|  | Último de Grupo.                                                   |

### Grupo XI
| Pos. | Equipos                                   | PJ | PG | PE | PP | GF | GC | Dif. | Pts. | Pe | Por  |
| ---- | ----------------------------------------- | -- | -- | -- | -- | -- | -- | ---- | ---- | -- | ---- |
| 1.   | Deportivo Zamora F.C.                     | 27 | 21 | 3  | 3  | 64 | 15 | 49   | 69   | 3  | 2.56 |
| 2.   | Halcones AFU                              | 27 | 17 | 6  | 4  | 66 | 21 | 45   | 62   | 5  | 2.30 |
| 3.   | Atlético Morelia - Universidad Michoacana | 27 | 17 | 6  | 4  | 65 | 22 | 43   | 58   | 1  | 2.15 |
| 4.   | Deportivo Sahuayo                         | 27 | 13 | 6  | 8  | 52 | 40 | 12   | 48   | 2  | 1.78 |
| 5.   | H2O Purépechas F.C.                       | 27 | 12 | 7  | 8  | 40 | 38 | 2    | 48   | 5  | 1.78 |
| 6.   | La Piedad Imperial F.C.                   | 27 | 10 | 5  | 12 | 47 | 41 | 6    | 38   | 3  | 1.41 |
| 7.   | Bucaneros F.C.                            | 27 | 7  | 6  | 14 | 40 | 59 | -19  | 28   | 1  | 1.04 |
| 8.   | Furia Azul F.C.                           | 27 | 5  | 8  | 14 | 31 | 71 | -40  | 26   | 3  | 0.96 |
| 9.   | Delfines de Abasolo                       | 27 | 7  | 3  | 17 | 40 | 54 | -14  | 24   | 0  | 0.89 |
| 10.  | Atlético Valladolid                       | 27 | 0  | 2  | 25 | 13 | 97 | -84  | 3    | 1  | 0.11 |

Nota: La cantidad de equipos clasificados a la fase final puede variar dependiendo del número de equipos por grupo. Los equipos pueden no clasificar por incumplimiento a reglamento o falta de pagos.
|  | Clasificado para la Fase Final como líder de grupo.                |
|  | Clasificado para la Fase Final.                                    |
|  | Clasificado para la Liguilla de Filiales o sin derecho al ascenso. |
|  | Último de Grupo.                                                   |

### Grupo XII
| Pos. | Equipos                  | PJ | PG | PE | PP | GF | GC  | Dif. | Pts. | Pe | Por  |
| ---- | ------------------------ | -- | -- | -- | -- | -- | --- | ---- | ---- | -- | ---- |
| 1.   | Mineros de Zacatecas TDP | 28 | 22 | 4  | 2  | 70 | 20  | 50   | 72   | 2  | 2.57 |
| 2.   | Potosinos F.C.           | 28 | 21 | 1  | 6  | 54 | 27  | 27   | 65   | 1  | 2.32 |
| 3.   | C.D. Irapuato "B"        | 28 | 20 | 2  | 6  | 85 | 26  | 59   | 64   | 2  | 2.29 |
| 4.   | Atlético Leonés          | 28 | 20 | 2  | 6  | 75 | 24  | 51   | 63   | 1  | 2.25 |
| 5.   | Magos Unión Deportiva    | 28 | 17 | 6  | 5  | 66 | 28  | 38   | 63   | 6  | 2.25 |
| 6.   | Necaxa "B"               | 28 | 14 | 5  | 9  | 56 | 37  | 19   | 50   | 3  | 1.79 |
| 7.   | Santa Ana del Conde F.C. | 28 | 14 | 5  | 9  | 50 | 43  | 7    | 50   | 2  | 1.79 |
| 8.   | Tuzos UAZ "B"            | 28 | 13 | 5  | 11 | 39 | 36  | 3    | 45   | 1  | 1.61 |
| 9.   | Cachorros de León        | 28 | 13 | 2  | 13 | 39 | 40  | -1   | 41   | 0  | 1.46 |
| 10.  | Atlético ECCA            | 28 | 8  | 2  | 18 | 26 | 41  | -15  | 27   | 1  | 0.96 |
| 11.  | Pabellón F.C.            | 28 | 6  | 8  | 14 | 37 | 53  | -16  | 27   | 1  | 0.96 |
| 12.  | Leyendas Unidas          | 28 | 4  | 6  | 18 | 22 | 66  | -44  | 21   | 3  | 0.75 |
| 13.  | León GEN                 | 28 | 4  | 4  | 20 | 32 | 61  | -29  | 19   | 2  | 0.68 |
| 14.  | Suré F.C.                | 28 | 4  | 2  | 22 | 18 | 85  | -67  | 15   | 1  | 0.54 |
| 15.  | Empresarios del Rincón   | 28 | 3  | 2  | 23 | 21 | 102 | -71  | 11   | 0  | 0.39 |

Nota: La cantidad de equipos clasificados a la fase final puede variar dependiendo del número de equipos por grupo. Los equipos pueden no clasificar por incumplimiento a reglamento o falta de pagos.
|  | Clasificado para la Fase Final como líder de grupo.                |
|  | Clasificado para la Fase Final.                                    |
|  | Clasificado para la Liguilla de Filiales o sin derecho al ascenso. |
|  | Último de Grupo.                                                   |

### Grupo XIII
| Pos. | Equipos                | PJ | PG | PE | PP | GF | GC | Dif. | Pts. | Pe | Por  |
| ---- | ---------------------- | -- | -- | -- | -- | -- | -- | ---- | ---- | -- | ---- |
| 1.   | Gorilas de Juanacatlán | 22 | 16 | 3  | 3  | 52 | 16 | 36   | 53   | 2  | 2.41 |
| 2.   | Tecos F.C. "B"         | 22 | 15 | 6  | 1  | 48 | 13 | 35   | 53   | 2  | 2.41 |
| 3.   | Acatlán F.C. "B"       | 22 | 12 | 8  | 2  | 34 | 11 | 23   | 50   | 6  | 2.27 |
| 4.   | Tapatíos Soccer        | 22 | 14 | 5  | 3  | 41 | 13 | 28   | 49   | 2  | 2.23 |
| 5.   | Elite Azteca F.C.      | 22 | 13 | 1  | 8  | 54 | 35 | 19   | 40   | 0  | 1.82 |
| 6.   | C.D. Aves Blancas      | 22 | 9  | 5  | 8  | 23 | 28 | -5   | 36   | 4  | 1.64 |
| 7.   | Leones Negros "C"      | 22 | 11 | 1  | 10 | 31 | 26 | 5    | 35   | 1  | 1.59 |
| 8.   | Tepatitlán F.C. "B"    | 22 | 6  | 5  | 11 | 18 | 32 | -14  | 24   | 1  | 1.09 |
| 9.   | U.D. Salamanca         | 22 | 6  | 3  | 13 | 23 | 63 | -40  | 23   | 2  | 1.05 |
| 10.  | Agaveros F.C.          | 22 | 3  | 5  | 14 | 15 | 51 | -36  | 17   | 3  | 0.77 |
| 11.  | C.D. Nacional          | 22 | 2  | 3  | 17 | 14 | 47 | -33  | 10   | 1  | 0.45 |
| 12.  | Alfareros de Tonalá    | 22 | 0  | 5  | 17 | 8  | 27 | -19  | 6    | 1  | 0.27 |

Nota: La cantidad de equipos clasificados a la fase final puede variar dependiendo del número de equipos por grupo. Los equipos pueden no clasificar por incumplimiento a reglamento o falta de pagos.
|  | Clasificado para la Fase Final como líder de grupo.                |
|  | Clasificado para la Fase Final.                                    |
|  | Clasificado para la Liguilla de Filiales o sin derecho al ascenso. |
|  | Último de Grupo.                                                   |

### Grupo XIV
| Pos. | Equipos                   | PJ | PG | PE | PP | GF | GC | Dif. | Pts. | Pe | Por  |
| ---- | ------------------------- | -- | -- | -- | -- | -- | -- | ---- | ---- | -- | ---- |
| 1.   | Guerreros de Autlán       | 26 | 21 | 5  | 0  | 91 | 16 | 75   | 72   | 4  | 2.77 |
| 2.   | Diablos Tesistán          | 26 | 20 | 2  | 4  | 89 | 21 | 68   | 63   | 1  | 2.42 |
| 3.   | Deportivo Tala            | 26 | 16 | 7  | 3  | 60 | 28 | 32   | 57   | 2  | 2.19 |
| 4.   | Legado del Centenario     | 26 | 13 | 2  | 11 | 47 | 34 | 13   | 41   | 0  | 1.58 |
| 5.   | Charales de Chapala       | 26 | 10 | 8  | 8  | 34 | 29 | 5    | 41   | 3  | 1.58 |
| 6.   | Tornados Tlaquepaque F.C. | 26 | 9  | 8  | 9  | 38 | 39 | -1   | 41   | 6  | 1.58 |
| 7.   | Deportivo Fuerza Huracán  | 26 | 10 | 4  | 12 | 40 | 48 | -8   | 36   | 2  | 1.38 |
| 8.   | Real Ánimas de Sayula     | 26 | 10 | 3  | 13 | 36 | 48 | -12  | 35   | 2  | 1.35 |
| 9.   | C.F. Ynjer Cuauhtémoc     | 26 | 7  | 9  | 10 | 34 | 45 | -11  | 33   | 3  | 1.27 |
| 10.  | Guardianes GDL F.C.       | 26 | 7  | 7  | 12 | 30 | 49 | -19  | 33   | 5  | 1.27 |
| 11.  | LEVET                     | 26 | 9  | 2  | 15 | 33 | 32 | 1    | 30   | 1  | 1.15 |
| 12.  | Mulos del C.D. Oro        | 26 | 5  | 5  | 16 | 25 | 67 | -42  | 23   | 3  | 0.88 |
| 13.  | Osos Deportivo CMG        | 26 | 5  | 4  | 17 | 31 | 72 | -41  | 21   | 2  | 0.81 |
| 14.  | Catedráticos Elite F.C.   | 26 | 6  | 2  | 18 | 21 | 83 | -62  | 20   | 0  | 0.77 |

Nota: La cantidad de equipos clasificados a la fase final puede variar dependiendo del número de equipos por grupo. Los equipos pueden no clasificar por incumplimiento a reglamento o falta de pagos.
|  | Clasificado para la Fase Final como líder de grupo.                |
|  | Clasificado para la Fase Final.                                    |
|  | Clasificado para la Liguilla de Filiales o sin derecho al ascenso. |
|  | Último de Grupo.                                                   |

### Grupo XV
| Pos. | Equipos                  | PJ | PG | PE | PP | GF | GC | Dif. | Pts. | Pe | Por  |
| ---- | ------------------------ | -- | -- | -- | -- | -- | -- | ---- | ---- | -- | ---- |
| 1.   | Tigres de Álica F.C. "B" | 27 | 21 | 5  | 1  | 47 | 15 | 32   | 72   | 3  | 2.67 |
| 2.   | Xalisco F.C.             | 27 | 20 | 3  | 4  | 55 | 20 | 35   | 64   | 1  | 2.37 |
| 3.   | Atlético Acaponeta       | 27 | 14 | 6  | 7  | 55 | 39 | 16   | 52   | 3  | 1.93 |
| 4.   | Sporting AKD             | 27 | 13 | 4  | 10 | 37 | 32 | 5    | 44   | 1  | 1.63 |
| 5.   | Atlético Nayarit         | 27 | 10 | 7  | 10 | 27 | 26 | 1    | 41   | 4  | 1.52 |
| 6.   | Atlético Tesistán F.C.   | 27 | 8  | 6  | 13 | 38 | 38 | 0    | 33   | 2  | 1.22 |
| 7.   | Puerto Vallarta F.C.     | 27 | 8  | 6  | 13 | 30 | 42 | -12  | 32   | 3  | 1.19 |
| 8.   | Moncaro F.C.             | 27 | 7  | 5  | 15 | 35 | 60 | -25  | 28   | 2  | 1.04 |
| 9.   | C.D. Halcones de Nayarit | 27 | 5  | 4  | 18 | 22 | 47 | -25  | 20   | 1  | 0.74 |
| 10.  | Atlético Punto Sur       | 27 | 2  | 8  | 17 | 21 | 49 | -28  | 19   | 5  | 0.70 |

Nota: La cantidad de equipos clasificados a la fase final puede variar dependiendo del número de equipos por grupo. Los equipos pueden no clasificar por incumplimiento a reglamento o falta de pagos.
|  | Clasificado para la Fase Final como líder de grupo.                |
|  | Clasificado para la Fase Final.                                    |
|  | Clasificado para la Liguilla de Filiales o sin derecho al ascenso. |
|  | Último de Grupo.                                                   |

### Grupo XVI
| Pos. | Equipos                    | PJ | PG | PE | PP | GF | GC | Dif. | Pts. | Pe | Por  |
| ---- | -------------------------- | -- | -- | -- | -- | -- | -- | ---- | ---- | -- | ---- |
| 1.   | Irritilas F.C.             | 26 | 16 | 8  | 2  | 57 | 26 | 31   | 62   | 6  | 2.38 |
| 2.   | C.F. Cadereyta             | 26 | 16 | 8  | 2  | 64 | 19 | 45   | 60   | 4  | 2.31 |
| 3.   | Correcaminos UAT "C"       | 26 | 16 | 7  | 3  | 54 | 26 | 28   | 59   | 4  | 2.27 |
| 4.   | Santiago F.C. "B"          | 26 | 16 | 6  | 4  | 41 | 21 | 20   | 57   | 3  | 2.19 |
| 5.   | Calor Torreón              | 26 | 13 | 8  | 5  | 43 | 22 | 21   | 54   | 7  | 2.08 |
| 6.   | C.F. Gallos Nuevo León     | 26 | 16 | 1  | 9  | 49 | 37 | 12   | 49   | 0  | 1.88 |
| 7.   | Gavilanes de Matamoros "B" | 26 | 12 | 9  | 5  | 37 | 19 | 18   | 48   | 3  | 1.85 |
| 8.   | Saltillo Soccer F.C.       | 26 | 11 | 8  | 7  | 54 | 36 | 18   | 44   | 3  | 1.69 |
| 9.   | Halcones de Saltillo       | 26 | 13 | 3  | 10 | 53 | 41 | 12   | 43   | 1  | 1.65 |
| 10.  | C.F. Nuevo León            | 26 | 6  | 4  | 16 | 39 | 51 | -12  | 23   | 1  | 0.88 |
| 11.  | Escobedo F.C.              | 26 | 5  | 4  | 17 | 28 | 58 | -30  | 20   | 1  | 0.77 |
| 12.  | Leones de Nuevo León F.C.  | 26 | 3  | 1  | 22 | 24 | 70 | -46  | 10   | 0  | 0.38 |
| 13.  | San Pedro 7-10 F.C.        | 26 | 3  | 0  | 23 | 16 | 71 | -55  | 9    | 0  | 0.35 |
| 14.  | Real Apodaca F.C. "B"      | 26 | 1  | 3  | 22 | 30 | 94 | -64  | 8    | 2  | 0.31 |

Nota: La cantidad de equipos clasificados a la fase final puede variar dependiendo del número de equipos por grupo. Los equipos pueden no clasificar por incumplimiento a reglamento o falta de pagos.
|  | Clasificado para la Fase Final como líder de grupo.                |
|  | Clasificado para la Fase Final.                                    |
|  | Clasificado para la Liguilla de Filiales o sin derecho al ascenso. |
|  | Último de Grupo.                                                   |

### Grupo XVII
| Pos. | Equipos                       | PJ | PG | PE | PP | GF | GC | Dif. | Pts. | Pe | Por  |
| ---- | ----------------------------- | -- | -- | -- | -- | -- | -- | ---- | ---- | -- | ---- |
| 1.   | Deportivo Etchojoa            | 20 | 15 | 0  | 5  | 36 | 11 | 25   | 45   | 0  | 2.25 |
| 2.   | Cimarrones de Sonora "B"      | 20 | 12 | 6  | 2  | 38 | 19 | 19   | 43   | 1  | 2.15 |
| 3.   | La Tribu de Ciudad Juárez     | 20 | 9  | 5  | 6  | 26 | 17 | 9    | 36   | 4  | 1.80 |
| 4.   | C.D. Datileros de San Luis RC | 20 | 10 | 3  | 7  | 44 | 35 | 9    | 35   | 2  | 1.75 |
| 5.   | Obson Dynamo F.C.             | 20 | 10 | 2  | 8  | 25 | 27 | -2   | 34   | 2  | 1.70 |
| 6.   | Cachanillas F.C.              | 20 | 8  | 4  | 8  | 33 | 34 | -1   | 30   | 2  | 1.50 |
| 7.   | F.C. CEPROFFA                 | 20 | 8  | 4  | 8  | 27 | 33 | -6   | 30   | 2  | 1.50 |
| 8.   | Xolos de Hermosillo           | 20 | 7  | 4  | 9  | 31 | 38 | -7   | 27   | 2  | 1.35 |
| 9.   | Atlético Tijuana              | 20 | 5  | 5  | 10 | 33 | 38 | -5   | 24   | 4  | 1.20 |
| 10.  | Búhos UNISON                  | 20 | 4  | 2  | 14 | 31 | 49 | -18  | 14   | 1  | 0.70 |
| 11.  | Cobras Fut Premier            | 20 | 3  | 3  | 14 | 24 | 46 | -23  | 12   | 0  | 0.63 |

Nota: La cantidad de equipos clasificados a la fase final puede variar dependiendo del número de equipos por grupo. Los equipos pueden no clasificar por incumplimiento a reglamento o falta de pagos.
|  | Clasificado para la Fase Final como líder de grupo.                |
|  | Clasificado para la Fase Final.                                    |
|  | Clasificado para la Liguilla de Filiales o sin derecho al ascenso. |
|  | Último de Grupo.                                                   |

## Liguilla de Ascenso
La liguilla de Ascenso consta de siete fases. Clasifican 64 equipos, el número varía de acuerdo con la cantidad de equipos integrantes de cada grupo, estando entre tres y seis clubes por sector. El país se divide en dos zonas: Zona A (Grupos del I al VIII) y Zona B (Grupos IX al XVII). Se celebran eliminatorias de acuerdo al promedio obtenido por cada conjunto, siendo ordenados del mejor al peor por su porcentaje a lo largo de la temporada. Todas las series son jugadas a doble partido, a excepción de la Final nacional que será disputada a un único juego en un estadio neutral de Primera División o Liga de Expansión.
A partir la temporada 2020-21 se modificaron los nombres de las etapas eliminatorias de la siguiente manera: Dieciseisavos de final, Octavos, Cuartos de final, Semifinales, Finales de zona y Final, esto como consecuencia de la división del país en dos zonas, por lo que los equipos solamente se enfrentan a clubes de su misma región hasta la serie final.
Desde la temporada 2022-23 se otorgan cuatro ascensos a la Segunda División de México: los dos campeones regionales serán promovidos a la Serie A siempre y cuando cumplan con el cuaderno de cargos de esta categoría, mientras que los dos subcampeones conseguirán un lugar en la Serie B, los cuales también están condicionados al cumplimiento de los requisitos de esta liga. En caso de que los campeones no puedan jugar la Serie A, serán colocados en la Serie B.

### Dieciseisavos de final

#### Zona A
| Equipo 1                    | Agr.      | Equipo 2                  | Ida | Vuelta |
| --------------------------- | --------- | ------------------------- | --- | ------ |
| C.D. Muxes                  | 6–0       | Coyotes Neza              | 2–0 | 4–0    |
| Dragones de Oaxaca          | 7–0       | Panteras Neza             | 4–0 | 3–0    |
| C.D. Águila Azteca          | 6–1       | Independiente Mexiquense  | 1–1 | 5–0    |
| Héroes de Zaci              | 7–2       | F.C. Licántropos          | 4–1 | 3–1    |
| Ecatepec F.C.               | 2–2 (2–4) | (p) Pioneros Junior       | 1–2 | 1–0    |
| Delfines UGM                | 2–5       | Halcones Negros F.C.      | 0–2 | 2–3    |
| Delfines de Coatzacoalcos   | 5–1       | Córdoba F.C.              | 3–1 | 2–0    |
| Bombarderos de Tecámac      | 5–2       | Unión Campesinos F.C.     | 2–2 | 3–0    |
| Tigres Yautepec             | 1–1 (4–5) | (p) Corsarios de Campeche | 1–1 | 0–0    |
| Águilas UAGro               | 1–2       | Universidad del Golfo     | 0–2 | 1–0    |
| Atlético Real Morelos       | 5–2       | Álamos F.C.               | 1–0 | 4–2    |
| UFD Tuzos Pachuca           | 4–5       | Orishas Tepeji F.C.       | 2–3 | 2–2    |
| Estudiantes del COBACH F.C. | 7–0       | Valle de Xico F.C.        | 3–0 | 4–0    |
| PDLA F.C.                   | 5–4       | Tapachula Soconusco "B"   | 3–2 | 2–2    |
| C.F. Estudiantes            | 4–3       | Ejidatarios de Bonfil     | 1–2 | 3–1    |
| F.C. Politécnico            | 2–1       | Oceanía F.C.              | 1–0 | 1–1    |

#### Zona B
| Equipo 1               | Agr.      | Equipo 2                 | Ida | Vuelta |
| ---------------------- | --------- | ------------------------ | --- | ------ |
| Guerreros de Autlán    | 3–1       | Atlético Tesistán F.C.   | 0–0 | 3–1    |
| F.C. Fundadores        | 3–4       | Charales de Chapala      | 0–2 | 3–2    |
| Deportivo Zamora F.C.  | 2–1       | Legado del Centenario    | 1–1 | 1–0    |
| Diablos Tesistán       | 5–0       | Sporting AKD             | 3–0 | 2–0    |
| Titanes de Querétaro   | 5–3       | Datileros de San Luis RC | 3–2 | 2–1    |
| Gorilas de Juanacatlán | 3–2       | H2O Purépechas F.C.      | 0–1 | 3–1    |
| Orgullo Surtam         | 3–5       | Deportivo Sahuayo        | 1–3 | 2–2    |
| Irritilas F.C.         | 3–1       | Santa Ana del Conde F.C. | 1–0 | 2–1    |
| Xalisco F.C.           | 3–1       | La Tribu de Juárez       | 1–1 | 2–0    |
| Potosinos F.C.         | 2–1       | Elite Azteca F.C.        | 0–0 | 2–1    |
| C.F. Cadereyta         | 3–2       | La Piedad F.C. Querétaro | 2–0 | 1–2    |
| Atlético Leonés        | 4–2       | C.F. Gallos Nuevo León   | 1–1 | 3–1    |
| Magos U.D.             | 3–0       | Huastecos Axtla          | 0–0 | 3–0    |
| Deportivo Etchojoa     | 7–1       | Celaya Linces            | 2–1 | 5–0    |
| Tapatíos Soccer (p)    | 1–1 (3–1) | Santiago F.C. "B"        | 1–1 | 0–0    |
| Atlético Poza Rica     | 1–1 (3–4) | (p) Deportivo Tala       | 0–1 | 1–0    |

*Nota: El equipo localizado en la columna 1 ejerce de local en el juego de vuelta.

### Octavos de final

#### Zona A
| Equipo 1                    | Agr.      | Equipo 2              | Ida | Vuelta |
| --------------------------- | --------- | --------------------- | --- | ------ |
| C.D. Muxes                  | 4–0       | Pioneros Junior       | 2–0 | 2–0    |
| Dragones de Oaxaca (p)      | 2–2 (3–1) | Halcones Negros F.C.  | 1–1 | 1–1    |
| C.D. Águila Azteca          | 4–0       | Corsarios de Campeche | 2–0 | 2–0    |
| Héroes de Zaci              | 4–2       | Universidad del Golfo | 1–2 | 3–0    |
| Delfines de Coatzacoalcos   | 3–2       | Orishas Tepeji F.C.   | 1–2 | 2–0    |
| Bombarderos de Tecámac      | 3–2       | F.C. Politécnico      | 2–2 | 1–0    |
| Atlético Real Morelos (p)   | 3–3 (8–7) | C.F. Estudiantes      | 1–1 | 2–2    |
| Estudiantes del COBACH F.C. | 3–2       | PDLA F.C.             | 1–1 | 2–1    |

*Nota: El equipo localizado en la columna 1 ejerce de local en el juego de vuelta.

#### Zona B
| Equipo 1               | Agr.      | Equipo 2            | Ida | Vuelta |
| ---------------------- | --------- | ------------------- | --- | ------ |
| Guerreros de Autlán    | 5–1       | Charales de Chapala | 2–0 | 3–1    |
| Deportivo Zamora F.C.  | 4–1       | Deportivo Sahuayo   | 1–1 | 3–0    |
| Diablos Tesistán       | 5–1       | Deportivo Tala      | 3–0 | 2–1    |
| Titanes de Querétaro   | 2–2 (4–5) | (p) Tapatíos Soccer | 0–1 | 2–1    |
| Gorilas de Juanacatlán | 3–2       | Deportivo Etchojoa  | 0–1 | 3–1    |
| Irritilas F.C.         | 3–2       | Magos U.D.          | 1–1 | 2–1    |
| Xalisco F.C.           | 0–1       | Atlético Leonés     | 0–1 | 0–0    |
| Potosinos F.C.         | 0–4       | C.F. Cadereyta      | 0–3 | 0–1    |

*Nota: El equipo localizado en la columna 1 ejerce de local en el juego de vuelta.

### Fase final
|  | Cuartos de final de zona  | Cuartos de final de zona   | Cuartos de final de zona | Cuartos de final de zona |       |                       | Semifinales de zona | Semifinales de zona | Semifinales de zona | Semifinales de zona |  |                     | Finales de zona | Finales de zona | Finales de zona | Finales de zona |                |                | Campeón de campeones | Campeón de campeones | Campeón de campeones | Campeón de campeones |
|  |                           |                            |                          |                          |       |                       |                     |                     |                     |                     |  |                     |                 |                 |                 |                 |                |                |                      |                      |                      |                      |
|  | Dragones de Oaxaca        | 2                          | 0                        | 2                        |       |                       |                     |                     |                     |                     |  |                     |                 |                 |                 |                 |                |                |                      |                      |                      |                      |
|  | Atlético Real Morelos     | 0                          | 0                        | 0                        |       |                       |                     |                     |                     |                     |  |                     |                 |                 |                 |                 |                |                |                      |                      |                      |                      |
|  | Atlético Real Morelos     | 0                          | 0                        | 0                        |       | Dragones de Oaxaca    | 1                   | 2                   | 3                   |                     |  |                     |                 |                 |                 |                 |                |                |                      |                      |                      |                      |
|  |                           |                            |                          |                          |       | Dragones de Oaxaca    | 1                   | 2                   | 3                   |                     |  |                     |                 |                 |                 |                 |                |                |                      |                      |                      |                      |
|  |                           | Estudiantes del COBACH     | 1                        | 0                        | 1     |                       |                     |                     |                     |                     |  |                     |                 |                 |                 |                 |                |                |                      |                      |                      |                      |
|  | C.D. Muxes                | Estudiantes del COBACH     | 1                        | 0                        | 1     | 0                     | 0                   | 0                   |                     |                     |  |                     |                 |                 |                 |                 |                |                |                      |                      |                      |                      |
|  | C.D. Muxes                |                            |                          |                          |       | 0                     | 0                   | 0                   |                     |                     |  |                     |                 |                 |                 |                 |                |                |                      |                      |                      |                      |
|  | Estudiantes del COBACH    | 0                          | 3                        | 3                        |       |                       |                     |                     |                     |                     |  |                     |                 |                 |                 |                 |                |                |                      |                      |                      |                      |
|  | Estudiantes del COBACH    | 0                          | 3                        | 3                        |       |                       |                     |                     |                     |                     |  | Dragones de Oaxaca  | 0               | 0               | 0               |                 |                |                |                      |                      |                      |                      |
|  |                           |                            |                          |                          |       |                       |                     |                     |                     |                     |  | Dragones de Oaxaca  | 0               | 0               | 0               |                 |                |                |                      |                      |                      |                      |
|  |                           | Héroes de Zaci             | 2                        | 0                        | 2     |                       |                     |                     |                     |                     |  |                     |                 |                 |                 |                 |                |                |                      |                      |                      |                      |
|  | Héroes de Zaci            | Héroes de Zaci             | 2                        | 0                        | 2     | 1                     | 2                   | 3                   |                     |                     |  |                     |                 |                 |                 |                 |                |                |                      |                      |                      |                      |
|  | Héroes de Zaci            |                            |                          |                          |       | 1                     | 2                   | 3                   |                     |                     |  |                     |                 |                 |                 |                 |                |                |                      |                      |                      |                      |
|  | Delfines de Coatzacoalcos | 1                          | 0                        | 1                        |       |                       |                     |                     |                     |                     |  |                     |                 |                 |                 |                 |                |                |                      |                      |                      |                      |
|  | Delfines de Coatzacoalcos | 1                          | 0                        | 1                        |       | Héroes de Zaci        | 1                   | 3                   | 4                   |                     |  |                     |                 |                 |                 |                 |                |                |                      |                      |                      |                      |
|  |                           |                            |                          |                          |       | Héroes de Zaci        | 1                   | 3                   | 4                   |                     |  |                     |                 |                 |                 |                 |                |                |                      |                      |                      |                      |
|  |                           | Bombarderos de Tecámac     | 0                        | 1                        | 1     |                       |                     |                     |                     |                     |  |                     |                 |                 |                 |                 |                |                |                      |                      |                      |                      |
|  | C.D. Águila Azteca        | Bombarderos de Tecámac     | 0                        | 1                        | 1     | 2                     | 0                   | 2                   |                     |                     |  |                     |                 |                 |                 |                 |                |                |                      |                      |                      |                      |
|  | C.D. Águila Azteca        |                            |                          |                          |       | 2                     | 0                   | 2                   |                     |                     |  |                     |                 |                 |                 |                 |                |                |                      |                      |                      |                      |
|  | Bombarderos de Tecámac    | 3                          | 2                        | 5                        |       |                       |                     |                     |                     |                     |  |                     |                 |                 |                 |                 |                |                |                      |                      |                      |                      |
|  | Bombarderos de Tecámac    | 3                          | 2                        | 5                        |       |                       |                     |                     |                     |                     |  |                     |                 |                 |                 |                 | Héroes de Zaci | Héroes de Zaci | Héroes de Zaci       | 2                    |                      |                      |
|  |                           |                            |                          |                          |       |                       |                     |                     |                     |                     |  |                     |                 |                 |                 |                 |                | Héroes de Zaci | Héroes de Zaci       | 2                    |                      |                      |
|  |                           | Guerreros de Autlán        | Guerreros de Autlán      | Guerreros de Autlán      | 0     |                       |                     |                     |                     |                     |  |                     |                 |                 |                 |                 |                |                |                      |                      |                      |                      |
|  | Guerreros de Autlán       | Guerreros de Autlán        | Guerreros de Autlán      | Guerreros de Autlán      | 0     | 1                     | 1                   | 2                   |                     |                     |  |                     |                 |                 |                 |                 |                |                |                      |                      |                      |                      |
|  | Guerreros de Autlán       |                            |                          |                          |       | 1                     | 1                   | 2                   |                     |                     |  |                     |                 |                 |                 |                 |                |                |                      |                      |                      |                      |
|  | Tapatíos Soccer           | 0                          | 0                        | 0                        |       |                       |                     |                     |                     |                     |  |                     |                 |                 |                 |                 |                |                |                      |                      |                      |                      |
|  | Tapatíos Soccer           | 0                          | 0                        | 0                        |       | Guerreros de Autlán   | 1                   | 3                   | 4                   |                     |  |                     |                 |                 |                 |                 |                |                |                      |                      |                      |                      |
|  |                           |                            |                          |                          |       | Guerreros de Autlán   | 1                   | 3                   | 4                   |                     |  |                     |                 |                 |                 |                 |                |                |                      |                      |                      |                      |
|  |                           | C.F. Cadereyta             | 2                        | 0                        | 2     |                       |                     |                     |                     |                     |  |                     |                 |                 |                 |                 |                |                |                      |                      |                      |                      |
|  | Diablos Tesistán          | C.F. Cadereyta             | 2                        | 0                        | 2     | 0                     | 2                   | 2 (4)               |                     |                     |  |                     |                 |                 |                 |                 |                |                |                      |                      |                      |                      |
|  | Diablos Tesistán          |                            |                          |                          |       | 0                     | 2                   | 2 (4)               |                     |                     |  |                     |                 |                 |                 |                 |                |                |                      |                      |                      |                      |
|  | C.F. Cadereyta (p)        | 2                          | 0                        | 2 (5)                    |       |                       |                     |                     |                     |                     |  |                     |                 |                 |                 |                 |                |                |                      |                      |                      |                      |
|  | C.F. Cadereyta (p)        | 2                          | 0                        | 2 (5)                    |       |                       |                     |                     |                     |                     |  | Guerreros de Autlán | 2               | 1               | 3               |                 |                |                |                      |                      |                      |                      |
|  |                           |                            |                          |                          |       |                       |                     |                     |                     |                     |  | Guerreros de Autlán | 2               | 1               | 3               |                 |                |                |                      |                      |                      |                      |
|  |                           | Gorilas de Juanacatlán     | 1                        | 1                        | 2     |                       |                     |                     |                     |                     |  |                     |                 |                 |                 |                 |                |                |                      |                      |                      |                      |
|  | Deportivo Zamora F.C. (p) | Gorilas de Juanacatlán     | 1                        | 1                        | 2     | 0                     | 1                   | 1 (4)               |                     |                     |  |                     |                 |                 |                 |                 |                |                |                      |                      |                      |                      |
|  | Deportivo Zamora F.C. (p) |                            |                          |                          |       | 0                     | 1                   | 1 (4)               |                     |                     |  |                     |                 |                 |                 |                 |                |                |                      |                      |                      |                      |
|  | Atlético Leonés           | 0                          | 1                        | 1 (2)                    |       |                       |                     |                     |                     |                     |  |                     |                 |                 |                 |                 |                |                |                      |                      |                      |                      |
|  | Atlético Leonés           | 0                          | 1                        | 1 (2)                    |       | Deportivo Zamora F.C. | 1                   | 3                   | 4 (8)               |                     |  |                     |                 |                 |                 |                 |                |                |                      |                      |                      |                      |
|  |                           |                            |                          |                          |       | Deportivo Zamora F.C. | 1                   | 3                   | 4 (8)               |                     |  |                     |                 |                 |                 |                 |                |                |                      |                      |                      |                      |
|  |                           | Gorilas de Juanacatlán (p) | 3                        | 1                        | 4 (9) |                       |                     |                     |                     |                     |  |                     |                 |                 |                 |                 |                |                |                      |                      |                      |                      |
|  | Gorilas de Juanacatlán    | Gorilas de Juanacatlán (p) | 3                        | 1                        | 4 (9) | 0                     | 4                   | 4                   |                     |                     |  |                     |                 |                 |                 |                 |                |                |                      |                      |                      |                      |
|  | Gorilas de Juanacatlán    |                            |                          |                          |       | 0                     | 4                   | 4                   |                     |                     |  |                     |                 |                 |                 |                 |                |                |                      |                      |                      |                      |
|  | Irritilas F.C.            | 2                          | 1                        | 3                        |       |                       |                     |                     |                     |                     |  |                     |                 |                 |                 |                 |                |                |                      |                      |                      |                      |

#### Cuartos de final de zona
| 14 de mayo de 2025 | Estudiantes del COBACH | 0:0     | C.D. Muxes | Estadio Flor de Sospó, Tuxtla Gutiérrez, Chiapas |                                      |
| 15:00 (UTC -6)     |                        | Reporte |            | Árbitro(s): Luis Alberto Nieto Reyes             | Árbitro(s): Luis Alberto Nieto Reyes |

| 17 de mayo de 2025                                  | C.D. Muxes | 0:3 (0:0) (Global 0:3) | Estudiantes del COBACH                       | Deportivo Lázaro Cárdenas, Ciudad de México |                                         |
| 17:00 (UTC -6)                                      |            | Reporte                | C. López 78' · D. Cruz 80' · E. Ballinas 81' | Árbitro(s): Luis Ángel Cabrera Carbajal     | Árbitro(s): Luis Ángel Cabrera Carbajal |
| Estudiantes del COBACH avanzó a Semifinales de zona |            |                        |                                              |                                             |                                         |

| 15 de mayo de 2025 | Delfines de Coatzacoalcos | 1:1 (1:1) | Héroes de Zaci   | Estadio Rafael Hernández Ochoa, Coatzacoalcos, Veracruz |                                                   |
| 16:00 (UTC -6)     | C. Aguilar 15'            | Reporte   | P. Hernández 10' | Árbitro(s): Jonatan Alessandro Echeverría Santana       | Árbitro(s): Jonatan Alessandro Echeverría Santana |

| 18 de mayo de 2025                          | Héroes de Zaci                  | 2:0 (1:0) (Global 3:0) | Delfines de Coatzacoalcos | Deportivo Lázaro Cárdenas, Ciudad de México |                                             |
| 16:00 (UTC -6)                              | E. Serna 38' · J. Hernández 55' | Reporte                |                           | Árbitro(s): José Cristian González Vizcaino | Árbitro(s): José Cristian González Vizcaino |
| Héroes de Zaci avanzó a Semifinales de zona |                                 |                        |                           |                                             |                                             |

| 14 de mayo de 2025 | Atlético Real Morelos | 0:2 (0:0) | Dragones de Oaxaca          | Deportivo La Lagunilla, Cuernavaca, Morelos   |                                               |
| 16:00 (UTC -6)     |                       | Reporte   | C. Alva 47' · A. Romero 61' | Árbitro(s): Gerardo Abraham García Armendaris | Árbitro(s): Gerardo Abraham García Armendaris |

| 17 de mayo de 2025                              | Dragones de Oaxaca | 0:0 (Global 2:0) | Atlético Real Morelos | Polideportivo Ignacio Mejía, Zimatlán de Álvarez, Oaxaca |                                            |
| 16:00 (UTC -6)                                  |                    | Reporte          |                       | Árbitro(s): Jonatan Abdiel Romero Olivares               | Árbitro(s): Jonatan Abdiel Romero Olivares |
| Dragones de Oaxaca avanzó a Semifinales de zona |                    |                  |                       |                                                          |                                            |

| 14 de mayo de 2025 | Bombarderos de Tecámac                           | 3:2 (2:2) | C.D. Águila Azteca              | Deportivo Sierra Hermosa, Tecámac, Estado de México |                                       |
| 16:00 (UTC -6)     | Á. Silva 14' · E. Barrera 29' · A. Cervantes 46' | Reporte   | O. Martínez 27' · E. Ortega 40' | Árbitro(s): Andrés Ángel García Reyes               | Árbitro(s): Andrés Ángel García Reyes |

| 17 de mayo de 2025                                  | C.D. Águila Azteca | 0:2 (0:2) (Global 2:5) | Bombarderos de Tecámac          | Estadio El Mariscal, Chocamán, Veracruz |                                        |
| 15:00 (UTC -6)                                      |                    | Reporte                | E. Barrera 17' · D. Alarcón 36' | Árbitro(s): Edwin Alejandro Marín Luna  | Árbitro(s): Edwin Alejandro Marín Luna |
| Bombarderos de Tecámac avanzó a Semifinales de zona |                    |                        |                                 |                                         |                                        |

| 15 de mayo de 2025 | Tapatíos Soccer | 0:1 (0:1) | Guerreros de Autlán | Centro de Alto Rendimiento Tapatíos, Zapopan, Jalisco |                                         |
| 16:00 (UTC -6)     |                 | Reporte   | E. Robles 20'       | Árbitro(s): Jaime Gustavo Saldaña Lerma               | Árbitro(s): Jaime Gustavo Saldaña Lerma |

| 18 de mayo de 2025                               | Guerreros de Autlán | 1:0 (0:0) (Global 2:0) | Tapatíos Soccer | Unidad Deportiva Chapultepec, Autlán, Jalisco |                                  |
| 16:00 (UTC -6)                                   | E. Robles 89'       | Reporte                |                 | Árbitro(s): Mauricio Roque Trejo              | Árbitro(s): Mauricio Roque Trejo |
| Guerreros de Autlán avanzó a Semifinales de zona |                     |                        |                 |                                               |                                  |

| 14 de mayo de 2025 | Irritilas F.C.                  | 2:0 (0:0) | Gorilas de Juanacatlán | Quinta Ximena, San Pedro de las Colonias, Coahuila |                                          |
| 16:00 (UTC -6)     | G. Castorena 84' · Á. Salas 90' | Reporte   |                        | Árbitro(s): Israel De Jesús Mejía Torres           | Árbitro(s): Israel De Jesús Mejía Torres |

| 17 de mayo de 2025                                  | Gorilas de Juanacatlán                                  | 4:1 (2:0) (Global 4:3) | Irritilas F.C. | Club Juanacatlán, Juanacatlán, Jalisco |                                      |
| 19:30 (UTC -6)                                      | N. Rodríguez 16', 77' · J. Jáuregui 43' · E. García 65' | Reporte                | J. Cano 83'    | Árbitro(s): Enrique Hernández Jaimes   | Árbitro(s): Enrique Hernández Jaimes |
| Gorilas de Juanacatlán avanzó a Semifinales de zona |                                                         |                        |                |                                        |                                      |

| 14 de mayo de 2025 | Atlético Leonés | 0:0     | Deportivo Zamora F.C. | CODE Las Joyas, León, Guanajuato          |                                           |
| 11:00 (UTC -6)     |                 | Reporte |                       | Árbitro(s): Víctor Alexis Rosas Hernández | Árbitro(s): Víctor Alexis Rosas Hernández |

| 17 de mayo de 2025                                 | Deportivo Zamora F.C. | 1:1 (1:0) (4:2 p.)(Global 1:1) | Atlético Leonés | Unidad Deportiva El Chamizal, Zamora, Michoacán |                                          |
| 19:00 (UTC -6)                                     | J. Cortés 8'          | Reporte                        | F. Razo 86'     | Árbitro(s): José Carlos Meléndez Cansino        | Árbitro(s): José Carlos Meléndez Cansino |
| Deportivo Zamora F.C. avanzó a Semifinales de zona |                       |                                |                 |                                                 |                                          |

| 14 de mayo de 2025 | C.F. Cadereyta                 | 2:0 (2:0) | Diablos Tesistán | Estadio Clemente Salinas Netro, Cadereyta, Nuevo León |                                        |
| 20:00 (UTC -6)     | E. Miranda 23' · J. Rivera 29' | Reporte   |                  | Árbitro(s): Ángel Efrén Sotelo Centeno                | Árbitro(s): Ángel Efrén Sotelo Centeno |

| 17 de mayo de 2025                          | Diablos Tesistán                       | 2:0 (2:0) (4:5 p.)(Global 2:2) | C.F. Cadereyta | Deportivo Diablos Tesistán, Tesistán, Jalisco |                                           |
| 16:00 (UTC -6)                              | H. Rojas 45+2' (pen) · I. Flores 45+3' | Reporte                        |                | Árbitro(s): Axelle Daniel Hernández Pérez     | Árbitro(s): Axelle Daniel Hernández Pérez |
| C.F. Cadereyta avanzó a Semifinales de zona |                                        |                                |                |                                               |                                           |

#### Semifinales de zona
| 21 de mayo de 2025 | Estudiantes del COBACH | 1:1 (0:1) | Dragones de Oaxaca | Estadio Flor de Sospó, Tuxtla Gutiérrez, Chiapas |                                          |
| 15:00 (UTC -6)     | D. Cabrera 87'         | Reporte   | K. Ayuzo 20'       | Árbitro(s): José Carlos Meléndez Cansino         | Árbitro(s): José Carlos Meléndez Cansino |

| 24 de mayo de 2025                                                        | Dragones de Oaxaca          | 2:0 (1:0) (Global 3:1) | Estudiantes del COBACH | Polideportivo Ignacio Mejía, Zimatlán de Álvarez, Oaxaca |                                  |
| 16:00 (UTC -6)                                                            | A. Romero 35' · C. Alva 60' | Reporte                |                        | Árbitro(s): Mauricio Roque Trejo                         | Árbitro(s): Mauricio Roque Trejo |
| Dragones de Oaxaca avanzó a la Final de zona y ascendió a la Liga Premier |                             |                        |                        |                                                          |                                  |

| 22 de mayo de 2025 | Bombarderos de Tecámac | 0:1 (0:1) | Héroes de Zaci | Deportivo Sierra Hermosa, Tecámac, Estado de México |                                     |
| 16:00 (UTC -6)     |                        | Reporte   | J. Barojas 42' | Árbitro(s): Bryan Alan Reyes Flores                 | Árbitro(s): Bryan Alan Reyes Flores |

| 25 de mayo de 2025                                                    | Héroes de Zaci                                | 3:1 (1:0) (Global 4:1) | Bombarderos de Tecámac | Deportivo Lázaro Cárdenas, Ciudad de México |                                          |
| 16:00 (UTC -6)                                                        | J. Hernández 1' · R. Román 77' · E. Serna 87' | Reporte                | E. Cázares 46'         | Árbitro(s): Luis Roberto Hernández Salas    | Árbitro(s): Luis Roberto Hernández Salas |
| Héroes de Zaci avanzó a la Final de zona y ascendió a la Liga Premier |                                               |                        |                        |                                             |                                          |

| 22 de mayo de 2025 | C.F. Cadereyta                 | 2:1 (1:1) | Guerreros de Autlán | Estadio Clemente Salinas Netro, Cadereyta, Nuevo León |                                             |
| 20:00 (UTC -6)     | J. Rivera 19' · A. de León 68' | Reporte   | B. Arechiga 17'     | Árbitro(s): Carlos Eduardo Torres Maldonado           | Árbitro(s): Carlos Eduardo Torres Maldonado |

| 25 de mayo de 2025                                                         | Guerreros de Autlán     | 3:0 (0:0) (Global 4:2) | C.F. Cadereyta | Unidad Deportiva Chapultepec, Autlán, Jalisco |                                      |
| 16:00 (UTC -6)                                                             | E. Robles 46', 62', 90' | Reporte                |                | Árbitro(s): Enrique Hernández Jaimes          | Árbitro(s): Enrique Hernández Jaimes |
| Guerreros de Autlán avanzó a la Final de zona y ascendió a la Liga Premier |                         |                        |                |                                               |                                      |

| 21 de mayo de 2025 | Gorilas de Juanacatlán                | 3:1 (0:0) | Deportivo Zamora F.C. | Club Juanacatlán, Juanacatlán, Jalisco        |                                               |
| 19:30 (UTC -6)     | H. Dávalos 46' · J. Jáuregui 56', 90' | Reporte   | C. Vega 80'           | Árbitro(s): Gerardo Abraham García Armendaris | Árbitro(s): Gerardo Abraham García Armendaris |

| 25 de mayo de 2025                                                            | Deportivo Zamora F.C.                          | 3:1 (1:0) (8:9 p.)(Global 4:4) | Gorilas de Juancatlán | Unidad Deportiva El Chamizal, Zamora, Michoacán |                                         |
| 15:00 (UTC -6)                                                                | C. Vega 25' · M. Vázquez 71' · D. González 86' | Reporte                        | N. Rodríguez 47'      | Árbitro(s): Luis Ángel Cabrera Carbajal         | Árbitro(s): Luis Ángel Cabrera Carbajal |
| Gorilas de Juanacatlán avanzó a la Final de zona y ascendió a la Liga Premier |                                                |                                |                       |                                                 |                                         |

#### Finales de zona
| 28 de mayo de 2025 | Héroes de Zaci                    | 2:0 (2:0) | Dragones de Oaxaca | Deportivo Lázaro Cárdenas, Ciudad de México                           |                                                                       |
| 11:00 (UTC -6)     | J. Hernández 36' · J. Barojas 45' | Reporte   |                    | Asistencia: 1 100 espectadores Árbitro(s): Edwin Alejandro Marín Luna | Asistencia: 1 100 espectadores Árbitro(s): Edwin Alejandro Marín Luna |

| 31 de mayo de 2025 | Dragones de Oaxaca | 0:0 (Global 0:2) | Héroes de Zaci | Polideportivo Ignacio Mejía, Zimatlán de Álvarez, Oaxaca                |                                                                         |
| 16:00 (UTC -6) |                    | Reporte          |                | Asistencia: 2 000 espectadores Árbitro(s): Luis Roberto Hernández Salas | Asistencia: 2 000 espectadores Árbitro(s): Luis Roberto Hernández Salas |
| Héroes de Zaci campeón de la Zona A de la Liga TDP 2024-25 y asciende a la Serie A de México. Dragones de Oaxaca asciende a la Serie B. |                    |                  |                |                                                                         |                                                                         |

| 29 de mayo de 2025 | Gorilas de Juanacatlán | 1:2 (0:1) | Guerreros de Autlán            | Club Juanacatlán, Juanacatlán, Jalisco                                       |                                                                              |
| 19:30 (UTC -6)     | M. Vázquez 61'         | Reporte   | A. Sención 32' · E. Robles 90' | Asistencia: 2 000 espectadores Árbitro(s): Gerardo Abraham García Armendaris | Asistencia: 2 000 espectadores Árbitro(s): Gerardo Abraham García Armendaris |

| 1 de junio de 2025 | Guerreros de Autlán | 1:1 (1:0) (Global 3:2) | Gorilas de Juanacatlán | Unidad Deportiva Chapultepec, Autlán, Jalisco                       |                                                                     |
| 16:00 (UTC -6) | E. Robles 10'       | Reporte                | M. Vázquez 61'         | Asistencia: 4 000 espectadores Árbitro(s): Enrique Hernández Jaimes | Asistencia: 4 000 espectadores Árbitro(s): Enrique Hernández Jaimes |
| Guerreros de Autlán campeón de la Zona B de la Liga TDP 2024-25 y asciende a la Serie A de México. Gorilas de Juanacatlán asciende a la Serie B. |                     |                        |                        |                                                                     |                                                                     |

#### Campeón de campeones
| 6 de junio de 2025 | Guerreros de Autlán | 0:2 (0:2) | Héroes de Zaci        | Estadio de la FMF, Toluca, Estado de México                                |                                                                            |
| 14:00 (UTC -6)     |                     | Reporte   | J. Hernández 11', 21' | Asistencia: 500 espectadores Árbitro(s): Gerardo Abraham García Armendaris | Asistencia: 500 espectadores Árbitro(s): Gerardo Abraham García Armendaris |

| 1     | Guardameta     | José Miramontes  |     |
| 2     | Defensa        | Diego Contreras  |     |
| 4     | Defensa        | Jared Gutiérrez  | 45' |
| 22    | Defensa        | Braulio Sención  |     |
| 27    | Defensa        | Ángel Andrade    | 45' |
| 6     | Centrocampista | Jonathan Mariano | 45' |
| 16    | Centrocampista | Coupper Flores   |     |
| 18    | Centrocampista | Alan Sención     | 78' |
| 20    | Centrocampista | José Cárdenas    |     |
| 23    | Centrocampista | Jeimy González   | 45' |
| 11    | Delantero      | Erick Robles     |     |
| D. T. | D. T.          | Sergio Díaz      |     |

| 13    | Guardameta     | Daniel Pérez       |     |
| 2     | Defensa        | Mauricio García    |     |
| 4     | Defensa        | Carlos Rodríguez   |     |
| 5     | Defensa        | Edgar Serna        | 63' |
| 7     | Centrocampista | Miguel Ávila       | 90' |
| 8     | Centrocampista | Rubén Román        |     |
| 11    | Centrocampista | Pavel Hernández    | 90' |
| 19    | Centrocampista | Leonardo Hernández |     |
| 32    | Centrocampista | Jefferson Barojas  | 90' |
| 10    | Delantero      | Jonathan Hernández |     |
| 27    | Delantero      | Jair Flores        | 81' |
| D. T. | D. T.          | Luis Araujo        |     |

| 5  | Defensa        | Néstor Rochín    | 45' |
| 7  | Centrocampista | Brian Aréchiga   | 45' |
| 28 | Centrocampista | José Pineda      | 45' |
| 21 | Centrocampista | Carlos Villezcas | 45' |
| 12 | Centrocampista | Edwin Cándido    | 78' |

| 6  | Centrocampista | José González   | 63' |
| 28 | Centrocampista | Juan Mota       | 81' |
| 21 | Centrocampista | Yahir Domínguez | 90' |
| 18 | Defensa        | Ángel Pérez     | 90' |
| 9  | Delantero      | Raúl Valencia   | 90' |

| 11' · 21' | Jonathan Hernández | 0:1 0:2 |

| 52' · 61' | José Cárdenas Néstor Rochín |

| 84' · 90' | Juan Mota Pável Hernández |

| Principal  | Gerardo Abraham García Armendaris |
| Asistentes | Miguel Ángel Peralta Soriano      |
|            | Ismael Abdiel Reyes Rodríguez     |
| Cuarto     | Christian Cruz Mejía              |

| 1     | Guardameta     | José Miramontes  |     |
| 2     | Defensa        | Diego Contreras  |     |
| 4     | Defensa        | Jared Gutiérrez  | 45' |
| 22    | Defensa        | Braulio Sención  |     |
| 27    | Defensa        | Ángel Andrade    | 45' |
| 6     | Centrocampista | Jonathan Mariano | 45' |
| 16    | Centrocampista | Coupper Flores   |     |
| 18    | Centrocampista | Alan Sención     | 78' |
| 20    | Centrocampista | José Cárdenas    |     |
| 23    | Centrocampista | Jeimy González   | 45' |
| 11    | Delantero      | Erick Robles     |     |
| D. T. | D. T.          | Sergio Díaz      |     |

| 13    | Guardameta     | Daniel Pérez       |     |
| 2     | Defensa        | Mauricio García    |     |
| 4     | Defensa        | Carlos Rodríguez   |     |
| 5     | Defensa        | Edgar Serna        | 63' |
| 7     | Centrocampista | Miguel Ávila       | 90' |
| 8     | Centrocampista | Rubén Román        |     |
| 11    | Centrocampista | Pavel Hernández    | 90' |
| 19    | Centrocampista | Leonardo Hernández |     |
| 32    | Centrocampista | Jefferson Barojas  | 90' |
| 10    | Delantero      | Jonathan Hernández |     |
| 27    | Delantero      | Jair Flores        | 81' |
| D. T. | D. T.          | Luis Araujo        |     |

| 5  | Defensa        | Néstor Rochín    | 45' |
| 7  | Centrocampista | Brian Aréchiga   | 45' |
| 28 | Centrocampista | José Pineda      | 45' |
| 21 | Centrocampista | Carlos Villezcas | 45' |
| 12 | Centrocampista | Edwin Cándido    | 78' |

| 6  | Centrocampista | José González   | 63' |
| 28 | Centrocampista | Juan Mota       | 81' |
| 21 | Centrocampista | Yahir Domínguez | 90' |
| 18 | Defensa        | Ángel Pérez     | 90' |
| 9  | Delantero      | Raúl Valencia   | 90' |

| 11' · 21' | Jonathan Hernández | 0:1 0:2 |

| 52' · 61' | José Cárdenas Néstor Rochín |

| 84' · 90' | Juan Mota Pável Hernández |

| Principal  | Gerardo Abraham García Armendaris |
| Asistentes | Miguel Ángel Peralta Soriano      |
|            | Ismael Abdiel Reyes Rodríguez     |
| Cuarto     | Christian Cruz Mejía              |

| 1     | Guardameta     | José Miramontes  |     |
| 2     | Defensa        | Diego Contreras  |     |
| 4     | Defensa        | Jared Gutiérrez  | 45' |
| 22    | Defensa        | Braulio Sención  |     |
| 27    | Defensa        | Ángel Andrade    | 45' |
| 6     | Centrocampista | Jonathan Mariano | 45' |
| 16    | Centrocampista | Coupper Flores   |     |
| 18    | Centrocampista | Alan Sención     | 78' |
| 20    | Centrocampista | José Cárdenas    |     |
| 23    | Centrocampista | Jeimy González   | 45' |
| 11    | Delantero      | Erick Robles     |     |
| D. T. | D. T.          | Sergio Díaz      |     |

| 13    | Guardameta     | Daniel Pérez       |     |
| 2     | Defensa        | Mauricio García    |     |
| 4     | Defensa        | Carlos Rodríguez   |     |
| 5     | Defensa        | Edgar Serna        | 63' |
| 7     | Centrocampista | Miguel Ávila       | 90' |
| 8     | Centrocampista | Rubén Román        |     |
| 11    | Centrocampista | Pavel Hernández    | 90' |
| 19    | Centrocampista | Leonardo Hernández |     |
| 32    | Centrocampista | Jefferson Barojas  | 90' |
| 10    | Delantero      | Jonathan Hernández |     |
| 27    | Delantero      | Jair Flores        | 81' |
| D. T. | D. T.          | Luis Araujo        |     |

| 5  | Defensa        | Néstor Rochín    | 45' |
| 7  | Centrocampista | Brian Aréchiga   | 45' |
| 28 | Centrocampista | José Pineda      | 45' |
| 21 | Centrocampista | Carlos Villezcas | 45' |
| 12 | Centrocampista | Edwin Cándido    | 78' |

| 6  | Centrocampista | José González   | 63' |
| 28 | Centrocampista | Juan Mota       | 81' |
| 21 | Centrocampista | Yahir Domínguez | 90' |
| 18 | Defensa        | Ángel Pérez     | 90' |
| 9  | Delantero      | Raúl Valencia   | 90' |

| 11' · 21' | Jonathan Hernández | 0:1 0:2 |

| 52' · 61' | José Cárdenas Néstor Rochín |

| 84' · 90' | Juan Mota Pável Hernández |

| Principal  | Gerardo Abraham García Armendaris |
| Asistentes | Miguel Ángel Peralta Soriano      |
|            | Ismael Abdiel Reyes Rodríguez     |
| Cuarto     | Christian Cruz Mejía              |

| 1     | Guardameta     | José Miramontes  |     |
| 2     | Defensa        | Diego Contreras  |     |
| 4     | Defensa        | Jared Gutiérrez  | 45' |
| 22    | Defensa        | Braulio Sención  |     |
| 27    | Defensa        | Ángel Andrade    | 45' |
| 6     | Centrocampista | Jonathan Mariano | 45' |
| 16    | Centrocampista | Coupper Flores   |     |
| 18    | Centrocampista | Alan Sención     | 78' |
| 20    | Centrocampista | José Cárdenas    |     |
| 23    | Centrocampista | Jeimy González   | 45' |
| 11    | Delantero      | Erick Robles     |     |
| D. T. | D. T.          | Sergio Díaz      |     |

| 13    | Guardameta     | Daniel Pérez       |     |
| 2     | Defensa        | Mauricio García    |     |
| 4     | Defensa        | Carlos Rodríguez   |     |
| 5     | Defensa        | Edgar Serna        | 63' |
| 7     | Centrocampista | Miguel Ávila       | 90' |
| 8     | Centrocampista | Rubén Román        |     |
| 11    | Centrocampista | Pavel Hernández    | 90' |
| 19    | Centrocampista | Leonardo Hernández |     |
| 32    | Centrocampista | Jefferson Barojas  | 90' |
| 10    | Delantero      | Jonathan Hernández |     |
| 27    | Delantero      | Jair Flores        | 81' |
| D. T. | D. T.          | Luis Araujo        |     |

| 5  | Defensa        | Néstor Rochín    | 45' |
| 7  | Centrocampista | Brian Aréchiga   | 45' |
| 28 | Centrocampista | José Pineda      | 45' |
| 21 | Centrocampista | Carlos Villezcas | 45' |
| 12 | Centrocampista | Edwin Cándido    | 78' |

| 6  | Centrocampista | José González   | 63' |
| 28 | Centrocampista | Juan Mota       | 81' |
| 21 | Centrocampista | Yahir Domínguez | 90' |
| 18 | Defensa        | Ángel Pérez     | 90' |
| 9  | Delantero      | Raúl Valencia   | 90' |

| 11' · 21' | Jonathan Hernández | 0:1 0:2 |

| 52' · 61' | José Cárdenas Néstor Rochín |

| 84' · 90' | Juan Mota Pável Hernández |

| Principal  | Gerardo Abraham García Armendaris |
| Asistentes | Miguel Ángel Peralta Soriano      |
|            | Ismael Abdiel Reyes Rodríguez     |
| Cuarto     | Christian Cruz Mejía              |

| Campeón 2024-25 |
| --------------- |
|                 |
| Héroes de Zaci  |
| 2º título       |

#### Equipos ascendidos a Segunda División
| Dragones de Oaxaca Asciende a la Liga Premier Serie B | Gorilas de Juanacatlán Asciende a la Liga Premier Serie B | Guerreros de Autlán Asciende a la Liga Premier Serie A | Héroes de Zaci Asciende a la Liga Premier Serie A |
| ----------------------------------------------------- | --------------------------------------------------------- | ------------------------------------------------------ | ------------------------------------------------- |

## Equipos filiales o sin derecho al ascenso

### Clasificación
Para determinar los equipos que clasifican a la Liguilla de equipos filiales o sin derecho al ascenso se crea una tabla exclusivamente de equipos sin derecho a ascenso donde se posicionan de acuerdo al porcentaje que obtengan después de la temporada regular, ya que los equipos juegan diferente cantidad de partidos dependiendo de su grupo.
Este porcentaje se obtiene dividiendo los puntos obtenidos entre la cantidad de partidos jugados; a mayor porcentaje más alto estará el equipo en la tabla. Si dos o más equipos obtienen el mismo porcentaje se tomaran en cuenta los convencionales mecanismos de desempate: Puntos, Diferencia de goles y Goles a Favor.

#### Zona A
Fecha de actualización: 26 de abril de 2025
| Pos. | Equipos                  | PJ | PG | PE | PP | GF | GC  | Dif. | Pts. | Pe | Por.  |
| ---- | ------------------------ | -- | -- | -- | -- | -- | --- | ---- | ---- | -- | ----- |
| 1.   | Deportiva Venados "B"    | 26 | 20 | 4  | 2  | 64 | 17  | 47   | 67   | 3  | 2.576 |
| 2.   | Artesanos Metepec "B"    | 22 | 17 | 4  | 1  | 47 | 11  | 36   | 56   | 1  | 2.546 |
| 3.   | Pachuca TDP              | 26 | 20 | 4  | 2  | 84 | 24  | 60   | 64   | 0  | 2.462 |
| 4.   | Boston Cancún F.C.       | 26 | 17 | 6  | 3  | 48 | 19  | 29   | 62   | 5  | 2.385 |
| 5.   | Aragón F.C.              | 30 | 22 | 3  | 5  | 75 | 23  | 52   | 70   | 1  | 2.333 |
| 6.   | F.C. Juárez TDP          | 30 | 19 | 4  | 7  | 71 | 32  | 39   | 64   | 3  | 2.133 |
| 7.   | Deportivo Zitácuaro "B"  | 22 | 11 | 6  | 5  | 32 | 25  | 7    | 40   | 1  | 1.818 |
| 8.   | Balam F.C.               | 26 | 12 | 5  | 9  | 49 | 34  | 15   | 45   | 4  | 1.713 |
| 9.   | Deportivo Napoli Tabasco | 26 | 12 | 4  | 7  | 37 | 38  | -1   | 42   | 2  | 1.615 |
| 10.  | C.D. Irapuato Olimpo     | 30 | 13 | 3  | 14 | 41 | 63  | -22  | 43   | 1  | 1.433 |
| 11.  | Atlético Quintanarroense | 26 | 8  | 7  | 11 | 30 | 42  | -12  | 35   | 4  | 1.346 |
| 12.  | Atlante Chalco           | 30 | 11 | 4  | 15 | 46 | 46  | 0    | 39   | 2  | 1.300 |
| 13.  | Alebrijes de Oaxaca "B"  | 26 | 9  | 3  | 14 | 25 | 50  | -25  | 32   | 2  | 1.231 |
| 14.  | Cañoneros F.C. "B"       | 30 | 8  | 6  | 16 | 42 | 66  | -24  | 32   | 1  | 1.067 |
| 15.  | Alebrijes CDMX           | 24 | 7  | 3  | 14 | 30 | 51  | -21  | 25   | 1  | 1.041 |
| 16.  | Alebrijes Teotihuacán    | 26 | 7  | 4  | 15 | 26 | 40  | -14  | 27   | 2  | 1.039 |
| 17.  | Ciervos F.C. "B"         | 24 | 6  | 3  | 15 | 18 | 45  | -27  | 23   | 2  | 0.958 |
| 18.  | Faraones de Texcoco "B"  | 26 | 5  | 2  | 19 | 37 | 101 | -64  | 17   | 0  | 0.654 |

|  | Clasificado para la Liguilla de Filiales o sin derecho al ascenso. |
|  | Peor Clasificado.                                                  |

#### Zona B
Fecha de actualización: 26 de abril de 2025
| Pos. | Equipos                                   | PJ | PG | PE | PP | GF | GC | Dif. | Pts. | Pe | Por.  |
| ---- | ----------------------------------------- | -- | -- | -- | -- | -- | -- | ---- | ---- | -- | ----- |
| 1.   | Tigres de Álica F.C. "B"                  | 27 | 21 | 5  | 1  | 47 | 15 | 32   | 72   | 3  | 2.667 |
| 2.   | Mineros de Zacatecas TDP                  | 28 | 22 | 4  | 2  | 70 | 20 | 50   | 72   | 2  | 2.571 |
| 3.   | Tecos F.C. "B"                            | 22 | 15 | 6  | 1  | 48 | 13 | 35   | 53   | 2  | 2.409 |
| 4.   | Halcones AFU                              | 27 | 17 | 6  | 4  | 66 | 21 | 45   | 62   | 5  | 2.296 |
| 5.   | C.D. Irapuato "B"                         | 28 | 20 | 2  | 6  | 85 | 26 | 59   | 64   | 2  | 2.286 |
| 6.   | Acatlán F.C. "B"                          | 22 | 12 | 8  | 2  | 34 | 11 | 23   | 50   | 6  | 2.272 |
| 7.   | Correcaminos UAT "C"                      | 26 | 16 | 7  | 3  | 54 | 26 | 28   | 59   | 4  | 2.269 |
| 8.   | Cimarrones de Sonora "B"                  | 20 | 12 | 6  | 2  | 38 | 19 | 19   | 43   | 1  | 2.150 |
| 9.   | Atlético Morelia - Universidad Michoacana | 27 | 17 | 6  | 4  | 65 | 22 | 43   | 58   | 1  | 2.148 |
| 10.  | Calor Torreón                             | 26 | 13 | 8  | 5  | 43 | 22 | 21   | 54   | 7  | 2.077 |
| 11.  | Celaya F.C. TDP                           | 26 | 14 | 7  | 5  | 62 | 23 | 39   | 52   | 3  | 2.000 |
| 12.  | Atlético Acaponeta                        | 27 | 14 | 6  | 7  | 55 | 39 | 16   | 52   | 3  | 1.926 |
| 13.  | Inter Guanajuato                          | 26 | 15 | 3  | 8  | 56 | 24 | 32   | 50   | 2  | 1.923 |
| 14.  | Necaxa "B"                                | 28 | 14 | 5  | 9  | 56 | 37 | 19   | 50   | 3  | 1.786 |
| 15.  | Leones Negros "C"                         | 22 | 11 | 1  | 10 | 31 | 26 | 5    | 35   | 1  | 1.591 |
| 16.  | Tornados Tlaquepaque F.C.                 | 26 | 9  | 8  | 9  | 38 | 39 | -1   | 41   | 6  | 1.577 |
| 17.  | Atlético Nayarit                          | 27 | 10 | 7  | 10 | 27 | 26 | 1    | 41   | 4  | 1.519 |
| 18.  | Mineros Querétaro                         | 26 | 11 | 5  | 10 | 30 | 34 | -4   | 39   | 1  | 1.500 |
| 19.  | Xolos de Hermosillo                       | 20 | 7  | 4  | 9  | 31 | 38 | -7   | 27   | 2  | 1.350 |
| 20.  | C.F. Ynjer Cuauhtémoc                     | 26 | 7  | 9  | 10 | 34 | 45 | -11  | 33   | 3  | 1.269 |
| 21.  | León GEN                                  | 28 | 4  | 4  | 20 | 32 | 61 | -29  | 19   | 2  | 0.679 |
| 22.  | Real Apodaca F.C. "B"                     | 26 | 1  | 3  | 22 | 30 | 94 | -64  | 8    | 2  | 0.307 |
| 23.  | Inter de Querétaro F.C.                   | 26 | 0  | 1  | 25 | 6  | 94 | -88  | 2    | 0  | 0.077 |

|  | Clasificado para la Liguilla de Filiales o sin derecho al ascenso. |
|  | Peor Clasificado.                                                  |

### Liguilla
A partir de esta temporada la liga determinó dividir a los equipos filiales en dos regiones, al igual que sucede con los clubes con derecho al ascenso, por lo que durante la fase final los clasificados solamente enfrentarán con clubes de su misma zona hasta llegar a la final nacional, que enfrentará a los dos campeones regionales para determinar al ganador nacional del torneo de equipos sin derecho al ascenso.
La liguilla de filiales constará de cinco fases. Clasifican 32 equipos. El país se dividirá en dos zonas: Zona A (Grupos del I al VIII) y Zona B (Grupos IX al XVII), clasificando los mejores 16 equipos de las dos tablas regionales. Se celebrarán eliminatorias de acuerdo al promedio obtenido por cada conjunto, siendo ordenados del mejor al peor por su porcentaje a lo largo de la temporada. Todas las series se celebrarán a doble partido, a excepción de la Final nacional que será disputada a un único juego en un estadio neutral.

#### Dieciseisavos de final
| Equipo 1                 | Agr.      | Equipo 2                     | Ida | Vuelta |
| ------------------------ | --------- | ---------------------------- | --- | ------ |
| Deportiva Venados "B"    | 5–2       | Alebrijes Teotihuacán        | 3–1 | 2–1    |
| Artesanos Metepec "B"    | 4–0       | Alebrijes CDMX               | 1–0 | 3–0    |
| Pachuca TDP              | 7–0       | Cañoneros F.C.               | 3–0 | 4–0    |
| Boston Cancún F.C.       | 2–2 (4–5) | (p) Alebrijes de Oaxaca "B"  | 1–0 | 1–2    |
| Aragón F.C.              | 2–1       | Atlante Chalco               | 0–1 | 2–0    |
| F.C. Juárez "B"          | 2–2 (2–3) | (p) Atlético Quintanarroense | 1–1 | 1–1    |
| Deportivo Zitácuaro "B"  | 8–0       | C.D. Irapuato Olimpo         | 5–0 | 3–0    |
| Balam F.C.               | 2–3       | Deportivo Napoli Tabasco     | 0–1 | 2–2    |
| Tigres de Álica F.C. "B" | 6–1       | Tornados Tlaquepaque F.C.    | 1–1 | 5–0    |
| Mineros de Zacatecas TDP | 1–3       | Leones Negros "C"            | 1–1 | 0–2    |
| Tecos F.C. "B"           | 1–4       | Necaxa "B"                   | 1–2 | 0–2    |
| Halcones AFU             | 7–0       | Inter Guanajuato             | 2–0 | 5–0    |
| C.D. Irapuato "B"        | 4–2       | Atlético Acaponeta           | 2–2 | 2–0    |
| Acatlán F.C. "B"         | 3–1       | Celaya F.C. TDP              | 2–1 | 1–0    |
| Correcaminos UAT "C"     | 4–3       | Calor Torreón                | 2–2 | 2–1    |
| Cimarrones de Sonora "B" | 3–2       | Atlético Morelia - UMSNH     | 3–2 | 0–0    |

*Nota: El equipo localizado en la columna 1 ejerce de local en el juego de vuelta.

#### Fase final
|  | Octavos de final            | Octavos de final        | Octavos de final  | Octavos de final  |   |                       | Cuartos de final | Cuartos de final | Cuartos de final | Cuartos de final |  |                       | Semifinales | Semifinales | Semifinales | Semifinales |                       |                       | Final                 | Final | Final | Final |
|  |                             |                         |                   |                   |   |                       |                  |                  |                  |                  |  |                       |             |             |             |             |                       |                       |                       |       |       |       |
|  | Deportiva Venados "B"       | 4                       | 2                 | 6                 |   |                       |                  |                  |                  |                  |  |                       |             |             |             |             |                       |                       |                       |       |       |       |
|  | Alebrijes de Oaxaca "B"     | 2                       | 2                 | 4                 |   |                       |                  |                  |                  |                  |  |                       |             |             |             |             |                       |                       |                       |       |       |       |
|  | Alebrijes de Oaxaca "B"     | 2                       | 2                 | 4                 |   | Deportiva Venados "B" | 0                | 5                | 5                |                  |  |                       |             |             |             |             |                       |                       |                       |       |       |       |
|  |                             |                         |                   |                   |   | Deportiva Venados "B" | 0                | 5                | 5                |                  |  |                       |             |             |             |             |                       |                       |                       |       |       |       |
|  |                             | Deportivo Zitácuaro "B" | 0                 | 0                 | 0 |                       |                  |                  |                  |                  |  |                       |             |             |             |             |                       |                       |                       |       |       |       |
|  | Aragón F.C.                 | Deportivo Zitácuaro "B" | 0                 | 0                 | 0 | 0                     | 1                | 1 (2)            |                  |                  |  |                       |             |             |             |             |                       |                       |                       |       |       |       |
|  | Aragón F.C.                 |                         |                   |                   |   | 0                     | 1                | 1 (2)            |                  |                  |  |                       |             |             |             |             |                       |                       |                       |       |       |       |
|  | Deportivo Zitácuaro "B" (p) | 0                       | 1                 | 1 (4)             |   |                       |                  |                  |                  |                  |  |                       |             |             |             |             |                       |                       |                       |       |       |       |
|  | Deportivo Zitácuaro "B" (p) | 0                       | 1                 | 1 (4)             |   |                       |                  |                  |                  |                  |  | Deportiva Venados "B" | 1           | 3           | 4           |             |                       |                       |                       |       |       |       |
|  |                             |                         |                   |                   |   |                       |                  |                  |                  |                  |  | Deportiva Venados "B" | 1           | 3           | 4           |             |                       |                       |                       |       |       |       |
|  |                             | Artesanos Metepec "B"   | 2                 | 0                 | 2 |                       |                  |                  |                  |                  |  |                       |             |             |             |             |                       |                       |                       |       |       |       |
|  | Artesanos Metepec "B"       | Artesanos Metepec "B"   | 2                 | 0                 | 2 | 1                     | 8                | 9                |                  |                  |  |                       |             |             |             |             |                       |                       |                       |       |       |       |
|  | Artesanos Metepec "B"       |                         |                   |                   |   | 1                     | 8                | 9                |                  |                  |  |                       |             |             |             |             |                       |                       |                       |       |       |       |
|  | Atlético Quintanarroense    | 0                       | 1                 | 1                 |   |                       |                  |                  |                  |                  |  |                       |             |             |             |             |                       |                       |                       |       |       |       |
|  | Atlético Quintanarroense    | 0                       | 1                 | 1                 |   | Artesanos Metepec "B" | 0                | 4                | 4                |                  |  |                       |             |             |             |             |                       |                       |                       |       |       |       |
|  |                             |                         |                   |                   |   | Artesanos Metepec "B" | 0                | 4                | 4                |                  |  |                       |             |             |             |             |                       |                       |                       |       |       |       |
|  |                             | Pachuca TDP             | 3                 | 0                 | 3 |                       |                  |                  |                  |                  |  |                       |             |             |             |             |                       |                       |                       |       |       |       |
|  | Pachuca TDP                 | Pachuca TDP             | 3                 | 0                 | 3 | 1                     | 4                | 5                |                  |                  |  |                       |             |             |             |             |                       |                       |                       |       |       |       |
|  | Pachuca TDP                 |                         |                   |                   |   | 1                     | 4                | 5                |                  |                  |  |                       |             |             |             |             |                       |                       |                       |       |       |       |
|  | Deportivo Napoli Tabasco    | 0                       | 0                 | 0                 |   |                       |                  |                  |                  |                  |  |                       |             |             |             |             |                       |                       |                       |       |       |       |
|  | Deportivo Napoli Tabasco    | 0                       | 0                 | 0                 |   |                       |                  |                  |                  |                  |  |                       |             |             |             |             | Deportiva Venados "B" | Deportiva Venados "B" | Deportiva Venados "B" | 1     |       |       |
|  |                             |                         |                   |                   |   |                       |                  |                  |                  |                  |  |                       |             |             |             |             |                       | Deportiva Venados "B" | Deportiva Venados "B" | 1     |       |       |
|  |                             | Leones Negros "C"       | Leones Negros "C" | Leones Negros "C" | 2 |                       |                  |                  |                  |                  |  |                       |             |             |             |             |                       |                       |                       |       |       |       |
|  | C.D. Irapuato "B" (p)       | Leones Negros "C"       | Leones Negros "C" | Leones Negros "C" | 2 | 0                     | 2                | 2 (4)            |                  |                  |  |                       |             |             |             |             |                       |                       |                       |       |       |       |
|  | C.D. Irapuato "B" (p)       |                         |                   |                   |   | 0                     | 2                | 2 (4)            |                  |                  |  |                       |             |             |             |             |                       |                       |                       |       |       |       |
|  | Cimarrones de Sonora "B"    | 1                       | 1                 | 2 (3)             |   |                       |                  |                  |                  |                  |  |                       |             |             |             |             |                       |                       |                       |       |       |       |
|  | Cimarrones de Sonora "B"    | 1                       | 1                 | 2 (3)             |   | C.D. Irapuato "B"     | 1                | 1                | 2                |                  |  |                       |             |             |             |             |                       |                       |                       |       |       |       |
|  |                             |                         |                   |                   |   | C.D. Irapuato "B"     | 1                | 1                | 2                |                  |  |                       |             |             |             |             |                       |                       |                       |       |       |       |
|  |                             | Acatlán F.C. "B"        | 0                 | 0                 | 0 |                       |                  |                  |                  |                  |  |                       |             |             |             |             |                       |                       |                       |       |       |       |
|  | Acatlán F.C. "B"            | Acatlán F.C. "B"        | 0                 | 0                 | 0 | 0                     | 3                | 3                |                  |                  |  |                       |             |             |             |             |                       |                       |                       |       |       |       |
|  | Acatlán F.C. "B"            |                         |                   |                   |   | 0                     | 3                | 3                |                  |                  |  |                       |             |             |             |             |                       |                       |                       |       |       |       |
|  | Correcaminos UAT "C"        | 0                       | 1                 | 1                 |   |                       |                  |                  |                  |                  |  |                       |             |             |             |             |                       |                       |                       |       |       |       |
|  | Correcaminos UAT "C"        | 0                       | 1                 | 1                 |   |                       |                  |                  |                  |                  |  | C.D. Irapuato "B"     | 1           | 1           | 2           |             |                       |                       |                       |       |       |       |
|  |                             |                         |                   |                   |   |                       |                  |                  |                  |                  |  | C.D. Irapuato "B"     | 1           | 1           | 2           |             |                       |                       |                       |       |       |       |
|  |                             | Leones Negros "C"       | 3                 | 2                 | 5 |                       |                  |                  |                  |                  |  |                       |             |             |             |             |                       |                       |                       |       |       |       |
|  | Halcones AFU                | Leones Negros "C"       | 3                 | 2                 | 5 | 2                     | 1                | 3                |                  |                  |  |                       |             |             |             |             |                       |                       |                       |       |       |       |
|  | Halcones AFU                |                         |                   |                   |   | 2                     | 1                | 3                |                  |                  |  |                       |             |             |             |             |                       |                       |                       |       |       |       |
|  | Necaxa "B"                  | 0                       | 0                 | 0                 |   |                       |                  |                  |                  |                  |  |                       |             |             |             |             |                       |                       |                       |       |       |       |
|  | Necaxa "B"                  | 0                       | 0                 | 0                 |   | Halcones AFU          | 0                | 1                | 1                |                  |  |                       |             |             |             |             |                       |                       |                       |       |       |       |
|  |                             |                         |                   |                   |   | Halcones AFU          | 0                | 1                | 1                |                  |  |                       |             |             |             |             |                       |                       |                       |       |       |       |
|  |                             | Leones Negros "C"       | 1                 | 1                 | 2 |                       |                  |                  |                  |                  |  |                       |             |             |             |             |                       |                       |                       |       |       |       |
|  | Tigres de Álica "B"         | Leones Negros "C"       | 1                 | 1                 | 2 | 1                     | 1                | 2 (3)            |                  |                  |  |                       |             |             |             |             |                       |                       |                       |       |       |       |
|  | Tigres de Álica "B"         |                         |                   |                   |   | 1                     | 1                | 2 (3)            |                  |                  |  |                       |             |             |             |             |                       |                       |                       |       |       |       |
|  | Leones Negros "C"           | 1                       | 1                 | 2 (4)             |   |                       |                  |                  |                  |                  |  |                       |             |             |             |             |                       |                       |                       |       |       |       |

##### Octavos de final
| 14 de mayo de 2025 | Alebrijes de Oaxaca "B"       | 2:4 (0:2) | Deportiva Venados "B"                 | Estadio Tecnológico de Oaxaca, Oaxaca, Oaxaca |                                        |
| 18:00 (UTC -6)     | J. Bustos 78' · S. Nájera 81' | Reporte   | J. López 19', 44' · A. Núñez 68', 80' | Árbitro(s): Sergio Iván Jiménez Zavala        | Árbitro(s): Sergio Iván Jiménez Zavala |

| 17 de mayo de 2025                              | Deportiva Venados "B"          | 2:2 (1:1) (Global 6:4) | Alebrijes de Oaxaca "B"      | Estadio Alonso Diego Molina, Tamanché, Yucatán |                                           |
| 15:00 (UTC -6)                                  | J. Ciprián 1' · B. Beltrán 75' | Reporte                | L. López 34' · J. Bustos 58' | Árbitro(s): Luis Felipe Villafuerte Villa      | Árbitro(s): Luis Felipe Villafuerte Villa |
| Deportiva Venados "B" avanzó a Cuartos de final |                                |                        |                              |                                                |                                           |

| 14 de mayo de 2025 | Atlético Quintanarroense | 0:1 (0:0) | Artesanos Metepec "B" | Sindicato de Taxistas Lázaro Cárdenas, Playa del Carmen, Quintana Roo |                                     |
| 15:00 (UTC -5)     |                          | Reporte   | E. Estrada 63'        | Árbitro(s): Benjamín Zúñiga Antonio                                   | Árbitro(s): Benjamín Zúñiga Antonio |

| 17 de mayo de 2025                              | Artesanos Metepec "B"                                                                                                 | 8:1 (5:0) (Global 9:1) | Atlético Quintanarroense | Unidad Deportiva Alarcón Hisojo, Metepec, Estado de México |                                        |
| 12:00 (UTC -6)                                  | A. Pineda 2', 22' · C. Rodríguez 8' · R. Mora 13' · E. Segura 40' · R. Bonilla 58' · J. Rodríguez 60' · A. Zepeda 86' | Reporte                | D. Carpio 64'            | Árbitro(s): Axel Jesús Ibares González                     | Árbitro(s): Axel Jesús Ibares González |
| Artesanos Metepec "B" avanzó a Cuartos de final | |                        |                          |                                                            |                                        |

| 14 de mayo de 2025 | Deportivo Napoli Tabasco | 0:1 (0:0) | Pachuca TDP   | Estadio Olímpico de Villahermosa, Villahermosa, Tabasco |                                |
| 19:00 (UTC -6)     |                          | Reporte   | R. Ortega 66' | Árbitro(s): Jimmy Acosta Pérez                          | Árbitro(s): Jimmy Acosta Pérez |

| 17 de mayo de 2025                    | Pachuca TDP                                                     | 4:0 (1:0) (Global 5:0) | Deportivo Napoli Tabasco | Universidad del Fútbol, San Agustín Tlaxiaca, Hidalgo |                                    |
| 11:00 (UTC -6)                        | R. Ortega 14' · D. Cazares 51' · A. Rojas 79' · J. Chaparro 90' | Reporte                |                          | Árbitro(s): Walter Peñaloza Urbina                    | Árbitro(s): Walter Peñaloza Urbina |
| Pachuca TDP avanzó a Cuartos de final |                                                                 |                        |                          |                                                       |                                    |

| 14 de mayo de 2025 | Deportivo Zitácuaro "B" | 0:0     | Aragón F.C. | Estadio Ignacio López Rayón, Zitácuaro, Michoacán |                                               |
| 19:00 (UTC -6)     |                         | Reporte |             | Árbitro(s): Andrés Benjamín Hernández Barraza     | Árbitro(s): Andrés Benjamín Hernández Barraza |

| 17 de mayo de 2025                                | Aragón F.C.     | 1:1 (0:0) (2:4 p.)(Global 1:1) | Deportivo Zitácuaro "B" | Deportivo Francisco Zarco, Ciudad de México |                                     |
| 16:00 (UTC -6)                                    | G. Calderón 63' | Reporte                        | J. Herrera 82'          | Árbitro(s): Bryan Alan Reyes Flores         | Árbitro(s): Bryan Alan Reyes Flores |
| Deportivo Zitácuaro "B" avanzó a Cuartos de final |                 |                                |                         |                                             |                                     |

| 14 de mayo de 2025 | Leones Negros "C" | 1:1 (1:0) | Tigres de Álica "B" | Club Deportivo La Primavera, Zapopan, Jalisco |                                |
| 11:00 (UTC -6)     | J. Sepúlveda 32'  | Reporte   | S. Durán 55'        | Árbitro(s): Aarón Vega Cabrera                | Árbitro(s): Aarón Vega Cabrera |

| 17 de mayo de 2025                          | Tigres de Álica "B" | 1:1 (0:0) (3:4 p.)(Global 2:2) | Leones Negros "C" | Estadio Nicolás Álvarez Ortega, Tepic, Nayarit |  |
| 16:00 (UTC -7)                              | Y. Martínez 62'     | Reporte                        | J. Sepúlveda 55'  |                                                |  |
| Leones Negros "C" avanzó a Cuartos de final |                     |                                |                   |                                                |  |

| 15 de mayo de 2025 | Necaxa "B" | 0:2 (0:0) | Halcones AFU                   | Casa Club Necaxa Cancha 1, Aguascalientes, Aguascalientes |                                       |
| 10:00 (UTC -6)     |            | Reporte   | S. Arzate 58' · C. Padilla 70' | Árbitro(s): José Luis Hernández Ochoa                     | Árbitro(s): José Luis Hernández Ochoa |

| 18 de mayo de 2025                     | Halcones AFU   | 1:0 (1:0) (Global 3:0) | Necaxa "B" | Unidad Deportiva Hermanos López Rayón, Uruapan, Michoacán |                                      |
| 16:00 (UTC -6)                         | D. Fuentes 45' | Reporte                |            | Árbitro(s): Ángel Azael Azamar Ponce                      | Árbitro(s): Ángel Azael Azamar Ponce |
| Halcones AFU avanzó a Cuartos de final |                |                        |            |                                                           |                                      |

| 15 de mayo de 2025 | Cimarrones de Sonora "B" | 1:0 (0:0) | C.D. Irapuato "B" | Estadio Héroe de Nacozari, Hermosillo, Sonora |                                    |
| 19:00 (UTC -7)     | A. Chávez 73'            | Reporte   |                   | Árbitro(s): Joan Antonio Soto Soto            | Árbitro(s): Joan Antonio Soto Soto |

| 18 de mayo de 2025                          | C.D. Irapuato "B"               | 2:1 (1:0) (4:3 p.)(Global 2:2) | Cimarrones de Sonora "B" | Estadio Sergio León Chávez, Irapuato, Guanajuato |                                  |
| 16:00 (UTC -6)                              | M. Juárez 45' · A. Arellano 63' | Reporte                        | A. Arellano 89'          | Árbitro(s): Christian Cruz Mejía                 | Árbitro(s): Christian Cruz Mejía |
| C.D. Irapuato "B" avanzó a Cuartos de final |                                 |                                |                          |                                                  |                                  |

| 14 de mayo de 2025 | Correcaminos UAT "C" | 0:0     | Acatlán F.C. "B" | Estadio Prof. Eugenio Alvizo Porras, Ciudad Victoria, Tamaulipas |                                           |
| 10:00 (UTC -6)     |                      | Reporte |                  | Árbitro(s): Octavio Paúl Macías Velázquez                        | Árbitro(s): Octavio Paúl Macías Velázquez |

| 17 de mayo de 2025                         | Acatlán F.C. "B"                              | 3:1 (1:1) (Global 3:1) | Correcaminos UAT "C" | Estadio Miguel Hidalgo, Zapotlanejo, Jalisco |                                   |
| 19:30 (UTC -6)                             | R. Rangel 2' · E. Vallejo 52' · J. Chacón 67' | Reporte                | A. Calzada 20'       | Árbitro(s): Mario Velázquez Román            | Árbitro(s): Mario Velázquez Román |
| Acatlán F.C. "B" avanzó a Cuartos de final |                                               |                        |                      |                                              |                                   |

##### Cuartos de final
| 21 de mayo de 2025 | Deportivo Zitácuaro "B" | 0:0     | Deportiva Venados "B" | Estadio Ignacio López Rayón, Zitácuaro, Michoacán |                                       |
| 19:00 (UTC -6)     |                         | Reporte |                       | Árbitro(s): José Luis Hernández Ochoa             | Árbitro(s): José Luis Hernández Ochoa |

| 24 de mayo de 2025                         | Deportiva Venados "B"                                                           | 5:0 (2:0) (Global 5:0) | Deportivo Zitácuaro "B" | Estadio Alonso Diego Molina, Tamanché, Yucatán |                                     |
| 15:00 (UTC -6)                             | J. Ciprián 18' · B. Beltrán 37' · J. López 51' · R. Fuentes 68' · J. Flores 82' | Reporte                |                         | Árbitro(s): Benjamín Zúñiga Antonio            | Árbitro(s): Benjamín Zúñiga Antonio |
| Deportiva Venados "B" avanzó a Semifinales |                                                                                 |                        |                         |                                                |                                     |

| 21 de mayo de 2025 | Pachuca TDP                      | 3:0 (2:0) | Artesanos Metepec "B" | Universidad del Fútbol, San Agustín Tlaxiaca, Hidalgo |                                          |
| 10:00 (UTC -6)     | C. Valle 3', 26' · R. Ortega 61' | Reporte   |                       | Árbitro(s): Israel De Jesús Mejía Torres              | Árbitro(s): Israel De Jesús Mejía Torres |

| 24 de mayo de 2025                         | Artesanos Metepec "B"                                  | 4:0 (1:0) (Global 4:3) | Pachuca TDP | Unidad Deportiva Alarcón Hisojo, Metepec, Estado de México |                                  |
| 12:00 (UTC -6)                             | J. Ramírez 25' · A. Pineda 48', 61' · C. Rodríguez 71' | Reporte                |             | Árbitro(s): Christian Cruz Mejía                           | Árbitro(s): Christian Cruz Mejía |
| Artesanos Metepec "B" avanzó a Semifinales |                                                        |                        |             |                                                            |                                  |

| 22 de mayo de 2025 | Leones Negros "C" | 1:0 (1:0) | Halcones AFU | Club Deportivo La Primavera, Zapopan, Jalisco |                                           |
| 11:00 (UTC -6)     | D. Díaz 36'       | Reporte   |              | Árbitro(s): Víctor Alexis Rosas Hernández     | Árbitro(s): Víctor Alexis Rosas Hernández |

| 25 de mayo de 2025                     | Halcones AFU   | 1:1 (1:1) (Global 1:2) | Leones Negros "C" | Unidad Deportiva Hermanos López Rayón, Uruapan, Michoacán |                                       |
| 16:00 (UTC -6)                         | D. Fuentes 12' | Reporte                | L. Padilla 37'    | Árbitro(s): Karol Jesús Zamudio Ulloa                     | Árbitro(s): Karol Jesús Zamudio Ulloa |
| Leones Negros "C" avanzó a Semifinales |                |                        |                   |                                                           |                                       |

| 22 de mayo de 2025 | Acatlán F.C. "B" | 0:1 (0:0) | C.D. Irapuato "B" | Estadio Miguel Hidalgo, Zapotlanejo, Jalisco |                                        |
| 19:30 (UTC -6)     |                  | Reporte   | Y. Martínez 56'   | Árbitro(s): Edwin Alejandro Marín Luna       | Árbitro(s): Edwin Alejandro Marín Luna |

| 25 de mayo de 2025                     | C.D. Irapuato "B" | 1:0 (0:0) (Global 2:0) | Acatlán F.C. "B" | Estadio Sergio León Chávez, Irapuato, Guanajuato |                                        |
| 16:00 (UTC -6)                         | A. Pérez 52'      | Reporte                |                  | Árbitro(s): Ángel Efrén Sotelo Centeno           | Árbitro(s): Ángel Efrén Sotelo Centeno |
| C.D. Irapuato "B" avanzó a Semifinales |                   |                        |                  |                                                  |                                        |

##### Semifinales
| 28 de mayo de 2025 | Artesanos Metepec "B"            | 2:1 (1:1) | Deportiva Venados "B" | Unidad Deportiva Alarcón Hisojo, Metepec, Estado de México |                                         |
| 12:00 (UTC -6)     | J. Rodríguez 32' · A. Pineda 58' | Reporte   | J. Ciprián 35'        | Árbitro(s): Luis Ángel Cabrera Carbajal                    | Árbitro(s): Luis Ángel Cabrera Carbajal |

| 31 de mayo de 2025                                  | Deportiva Venados "B"                          | 3:0 (1:0) (Global 4:2) | Artesanos Metepec "B" | Estadio Alonso Diego Molina, Tamanché, Yucatán |                                  |
| 15:00 (UTC -6)                                      | M. González 33' · J. Flores 58' · J. López 83' | Reporte                |                       | Árbitro(s): Mauricio Roque Trejo               | Árbitro(s): Mauricio Roque Trejo |
| Deportiva Venados "B" avanzó a la final de filiales |                                                |                        |                       |                                                |                                  |

| 29 de mayo de 2025 | Leones Negros "C"                    | 3:1 (1:0) | C.D. Irapuato "B" | Club Deportivo La Primavera, Zapopan, Jalisco |                                  |
| 11:00 (UTC -6)     | T. Barba 34', 90' · J. Sepúlveda 49' | Reporte   | M. Juárez 69'     | Árbitro(s): Christian Cruz Mejía              | Árbitro(s): Christian Cruz Mejía |

| 1 de junio de 2025                              | C.D. Irapuato "B" | 1:2 (1:0) (Global 2:5) | Leones Negros "C"               | Estadio Sergio León Chávez, Irapuato, Guanajuato |                                       |
| 16:00 (UTC -6)                                  | V. Chávez 26'     | Reporte                | J. Jiménez 54' · A. Becerra 80' | Árbitro(s): José Luis Hernández Ochoa            | Árbitro(s): José Luis Hernández Ochoa |
| Leones Negros "C" avanzó a la final de filiales |                   |                        |                                 |                                                  |                                       |

##### Final
| 6 de junio de 2025                                           | Deportiva Venados "B" | 1:2 (0:1) | Leones Negros "C"          | Estadio de la FMF, Toluca, Estado de México                        |                                                                    |
| 10:00 (UTC -6)                                               | J. Ciprián 24'        | Reporte   | T. Barba 58' · M. Nuño 87' | Asistencia: 300 espectadores Árbitro(s): José Luis Hernández Ochoa | Asistencia: 300 espectadores Árbitro(s): José Luis Hernández Ochoa |
| Leones Negros "C" campeón de filiales de la Liga TDP 2024-25 |                       |           |                            |                                                                    |                                                                    |

| Campeón 2024-25 (Filiales) |
| -------------------------- |
|                            |
| Leones Negros "C"          |
| 1º título                  |

## Máximos goleadores
Fecha de actualización: 27 de abril de 2025
| Pos. | Jugador            | Equipo                             | Goles | Partidos | Frec G/P. |
| ---- | ------------------ | ---------------------------------- | ----- | -------- | --------- |
| 1.º  | Erick Robles       | Guerreros de Autlán                | 42    | 25       | 1.68      |
| 2.º  | Alexander Pozos    | Ecatepec F.C. Halcones Negros F.C. | 41    | 28       | 1.46      |
| 3.º  | Fabián Tadeo Razo  | Atlético Leonés                    | 35    | 27       | 1.3       |
| 4.º  | Samuel Mendieta    | Titanes de Querétaro               | 31    | 24       | 1.29      |
| 5.º  | Jonathan Hernández | Héroes de Zaci                     | 30    | 15       | 2         |
| 6.º  | Edward Hilaire     | Club Marina                        | 30    | 28       | 1.07      |
| 7.º  | Juan Jesús Noguez  | Orishas Tepeji F.C.                | 28    | 20       | 1.4       |
| =    | Irvin Campos       | Delfines UGM                       | 28    | 23       | 1.22      |
| =    | Daniel Martínez    | C.D. Águila Azteca                 | 28    | 29       | 0.97      |
| 10.º | Christopher Brito  | Atlético Real Morelos              | 26    | 22       | 1.18      |